# 火影忍者疾風傳
《火影忍者疾風傳》（日语：NARUTO -ナルト- 疾風伝），是日本动漫《火影忍者》的第二部動畫，故事內容延續自《火影忍者》。2007年2月15日開始在日本東京電視臺正式啟播。從2008年4月3日第54話（總集數第274話）開始，動畫以高畫質格式、以16:9的畫面長寬比例製作（第1話至第53話為4:3）。於2017年3月23日以第500話（總集數第720話）作為本作動畫以疾風傳章節完結。
另外，截至2015年為止在東京電視台播出的Jump系長篇動畫作品中，僅次於《遊戲王》。
2017年4月，以鳴人兒子慕留人等新生代為主角的新動畫系列《BORUTO-火影新世代-NARUTO NEXT GENERATIONS-》正式接檔火影動畫系列。

## 故事劇情
兩年半後，鳴人結束在自來也帶領的修行回到木葉忍者村，「曉」也開始襲擊體內擁有強大尾獸的祭品之力。第七班一邊與其他木葉忍者與他們作戰，也一邊尋找佐助。「曉」成功地捕獲七隻尾獸，除了「第五代風影」我愛羅以外被擄走的祭品之力都已經喪命。而木葉忍者也先後擊敗「曉」的成員。木葉還試圖利用曉成員蠍臥底於大蛇丸的間諜想一舉殲滅，卻反被大蛇丸利用，並被再次登場的佐助擊敗。過了不久，佐助卻反過來背叛大蛇丸，成功摧毀對方；並前去找鼬復仇。在鼬死去之後，佐助順利取得萬花筒血輪眼，卻從自稱是宇智波斑的「曉」的幕後黑手鳶得知，鼬從木葉的高層那裡接到任務，屠殺宇智波一族以防止政變發生；鼬接受了這個任務，而條件就是放過佐助。得知真相的佐助對此感到悲憤，為了毀滅木葉忍者村而加入了「曉」。「曉」的首領培因殺死了自來也並毀滅木葉忍者村。鳴人最後打倒了培恩的控制者──長門；並藉述說其自身的想法而成功使後者悔悟。這使鳴人贏得了木葉村民的尊重與認同。
隨著長門之死，自稱是宇智波斑的鳶在五影會談上宣布將奪取所有九隻尾獸，以完成控制全人類並實現世界和平的大幻術「無限月讀」。而佐助襲擊五影會議失敗，卻成功在與代理火影團藏的戰鬥中殺死對方。鑒於斑對忍者世界的極大威脅，以及鳶「月之眼計畫」的聲明，忍者五大國的五影聯手對抗鳶以及和他結盟的兜；忍者五大國的忍者聯軍與「曉」之間的第四次忍界大戰爆發。在戰鬥中鳴人的熱忱逐漸感化了仇視人類的九尾，下定決心助鳴人一臂之力。可隨著兜穢土轉生出真正的斑，證實先前的斑實為鳶假冒；而後在戰鬥中鳴人一行人得知鳶就是卡卡西的以前被認為殉職身亡的夥伴宇智波帶土。原來是宇智波斑拯救了帶土的性命，帶土卻因心儀之夥伴琳的死亡性格大變，轉而認同班的計畫；在班死後以他的身分開始行動。另一方面佐助遇到了穢土轉生的鼬；跟隨其一起擊敗兜，解除穢土轉生。隨後復活了大蛇丸，要求其幫助自己「了解一些事情」。當佐助從被大蛇丸穢土轉生的歷代火影，得知木葉忍者村的歷史之後，決定保護村子，並來到戰場與鳴人以及小櫻並肩作戰，阻止斑與帶土企圖發動「無限月讀」控制全人類的計劃。然而，因為輪迴天生而復活，並成為十尾的祭品之力的斑，竟被黑絕背叛。而斑的身體被十尾吞噬，復活出打算回收世上所有査克拉的忍者始祖大筒木輝夜。為了對抗最終頭目輝夜，鳴人、佐助與小櫻如同過去般，在卡卡西支援下聯合作戰，第七班終於再度成形。其中帶土選擇犧牲自己的性命，幫第七班擋下輝夜攻擊。輝夜最後被鳴人與佐助合力發動的「六道・地爆天星」封印，斑也再次死亡。在和平即將到來之時，佐助卻利用輪迴眼控制了所有尾獸，打算發動革命來改變忍者世界的體系。鳴人為了阻止他的計劃，與佐助進行最後的戰鬥。在最終決戰中兩人經歷了一場激戰後，佐助承認自己輸給了鳴人。第四次忍界大戰隨著鳴人與佐助的和解而結束了。戰爭結束後，卡卡西成為第六代火影，並赦免佐助的罪名。最後佐助離開木葉忍者村進行贖罪之旅，鳴人前來送行並互相告別。
多年後鳴人與雛田結婚，離故事開始所立下的目標只剩一步之遙──成為火影。

## 登場角色
這裡只簡單介紹一部分的角色。其他角色請參考上方的角色條目。
漩渦鳴人
宇智波佐助
春野櫻
旗木卡卡西

## 動畫與原作的不同點
- 原作中不曾存在的畫面，例如對戰畫面，在動畫中被大幅插入。
- 小櫻的服裝配色與護額套的布料設計作了更改，衣服的長度也被大幅增加。
- 佐井對鳴人說出的黃色言詞，由陰莖（チンポ）更改為小雞雞（ちんちん）。
- 鳴人的修行，有小櫻與佐井在一旁看守著。
- 阿斯瑪去世後，鹿丸並沒抽煙（現實中，抽煙畫面被認定為對青少年有著不良影響）。為此，鹿丸惦念著阿斯瑪的物品由香煙更改為打火機。另外，由於在離開木葉前的鹿丸是抽著香煙的，動畫就將它更替為鹿丸無法接受阿斯瑪的逝去而自責的情節。飛段最後被鹿丸的引爆符陷阱捕獲時，原本鹿丸點煙丟出的畫面被動畫改成丟打火機，事後打火機再被旁邊的鹿丸挖出來。
- 原作中，二尾與三尾是幾乎於同時間被封印；在動畫，只有二尾被封印，三尾就和四尾一齊封印。
- 阿斯瑪對鹿丸透露「『將』究竟是誰」的時機被更改了。
- 手打的弟子-阿松與阿西的登場畫面 及 「色誘·男同志術」被動畫刪减了。
- 水月獲得「斬首大刀」的方法被大幅更改。原作中，水月只是將插在墓地上的大刀直接拔出；動畫中，由於大刀被動畫自創角色從墓地偷走了，因此水月被安排與佐助一同前往奪取。
- 原作中被安排於第一部與第二部的交叉點連載的「卡卡西外傳」，在動畫中則被安排於佐助組成「蛇」小隊後，電影版第三部《火影忍者疾風傳劇場版：火意志的繼承者》開映前播放。
- 原作中，在「鷹」小隊加入曉組織時所封印的尾獸已有7只；動畫中，則只封印了6只。仍未封印的六尾被安排於動畫自創故事中遭培因捕獲。
- 演歌忍者-阿三的名字，在動畫被更改為「小金」。
- 於動畫原創故事《船上的天堂生活》篇中，存在著第四次忍界大戰前各國的忍者們出現了紛爭的描寫。這時候登場的動畫原創忍者們於原作故事中再被召集，插入了他們因我愛羅的發言而得到和解的情節。
- 前代「忍刀七人眾」在漫畫中在卡卡西打倒再不斬後，其他人都是稍微帶過，當回到這個戰場的情節時，就已經看到卡卡西與祭剛好解決最後的西瓜山河豚鬼；動畫中，還特別安排自創故事讓他們有多一點的戰鬥表現，同時也突顯出他們各自的性格，忍刀七人眾最後被封印的是鬼燈滿月。
- 在原作中，除了君麻呂在與我愛羅的戰鬥中發病身亡外並在第四次忍界大戰中被藥師兜的穢土轉生召喚外，其餘被重傷的音忍五人眾成員其實生死不明（沒有明示已陣亡），且未被穢土轉生召喚；但是在動畫中，他們已經被設定為死亡，在動畫的自創故事同樣被穢土轉生召喚出來對抗死前面對的木葉忍者。
- 原作的設計中，佐助在鳴人結婚之前《火影忍者劇場版：最終章》時的服裝則是有帶頭巾且披風是從背後連到正面成4角的布，不過在動畫720集時卻是當時離開木葉時的造型。

## 各話標題
- 加黑字體表示該集為動畫原創或番外漫畫改編。
- 各個篇章以DVD收錄形式編排。

| 放送日                             | 話数         | 通算話       | 標題                                   | 腳本                         | 演出                       | 分鏡                | 作畫監督                                                    | 總作畫監督          | 收錄                                                       |
| 風影奪還之章                       | 風影奪還之章 | 風影奪還之章 | 風影奪還之章                           | 風影奪還之章                 | 風影奪還之章               | 風影奪還之章        | 風影奪還之章                                                | 風影奪還之章        | 風影奪還之章                                               |
| ---------------------------------- | ------------ | ------------ | -------------------------------------- | ---------------------------- | -------------------------- | ------------------- | ----------------------------------------------------------- | ------------------- | ---------------------------------------------------------- |
| 2007年 2月15日                     | 1            | 221          | 歸鄉                                   | 西園悟                       | 熊谷雅晃                   | 黒津安明            | 金塚泰彦                                                    |                     | 風影奪還之章1 （2007年8月1日發售）                         |
| 2007年 2月15日                     | 2            | 222          | 曉，開始行動                           | 西園悟                       | 濁川敦                     | 濁川敦              | Kim.Dae-Hoon                                                |                     | 風影奪還之章1 （2007年8月1日發售）                         |
| 2月22日                            | 3            | 223          | 修練的成果                             | 西園悟                       | 杉原由紀                   | 十文字景            | ウクレレ善似郎                                              |                     | 風影奪還之章1 （2007年8月1日發售）                         |
| 3月1日                             | 4            | 224          | 砂的祭品之力                           | 西園悟                       | 福田皖                     | 福田皖              | Eum.Ik-Hyun                                                 |                     | 風影奪還之章1 （2007年8月1日發售）                         |
| 3月15日                            | 5            | 225          | 身為風影                               | 西園悟                       | 木下勇喜                   | 佐藤真二            | 拙者五郎                                                    |                     | 風影奪還之章2 （2007年9月5日發售）                         |
| 3月29日                            | 6            | 226          | 達成任務                               | 西園悟                       | 熨斗谷充孝                 | 奥田誠治            | 鈴木伸一                                                    |                     | 風影奪還之章2 （2007年9月5日發售）                         |
| 3月29日                            | 7            | 227          | 跑吧 勘九郎                            | 西園悟                       | 剛田隼人                   | 新留俊哉            | 堀越久美子 津熊健徳                                         |                     | 風影奪還之章2 （2007年9月5日發售）                         |
| 4月12日                            | 8            | 228          | 卡卡西班出擊                           | 西園悟                       | 木村寛                     | 高柳哲司            | 森田実                                                      |                     | 風影奪還之章2 （2007年9月5日發售）                         |
| 4月12日                            | 9            | 229          | 祭品之力的眼淚                         | 西園悟                       | 熊谷雅晃                   | 熊谷雅晃            | 金塚泰彦                                                    |                     | 風影奪還之章3 （2007年10月3日發售）                        |
| 4月19日                            | 10           | 230          | 封印術·幻龍九封盡                      | 西園悟                       | 阿野榮太郎                 | 十文字景            | 鈴木奈都子 片岡康治                                         |                     | 風影奪還之章3 （2007年10月3日發售）                        |
| 4月26日                            | 11           | 231          | 醫療忍者的弟子                         | 西園悟                       | 濁川敦                     | 濁川敦              | 津田昭宏 ウクレレ善似郎                                     |                     | 風影奪還之章3 （2007年10月3日發售）                        |
| 5月3日                             | 12           | 232          | 隱居婆婆的決心                         | 西園悟                       | 福田皖                     | 福田皖              | Eum.Ik-Hyun                                                 |                     | 風影奪還之章3 （2007年10月3日發售）                        |
| 5月10日                            | 13           | 233          | 看到因緣的空隙                         | 西園悟                       | おおくまネコ。             | 木下勇喜            | 拙者五郎                                                    |                     | 風影奪還之章4 （2007年11月7日發售）                        |
| 5月17日                            | 14           | 234          | 鳴人的成長                             | 西園悟                       | 熨斗谷充孝                 | 高橋滋春            | 泉保良輔                                                    |                     | 風影奪還之章4 （2007年11月7日發售）                        |
| 5月24日                            | 15           | 235          | 秘密絕招 就取名為…                     | 西園悟                       | 伊達勇登                   | 新留俊哉            | 堀越久美子 津熊健徳                                         |                     | 風影奪還之章4 （2007年11月7日發售）                        |
| 5月31日                            | 16           | 236          | 祭品之力的秘密                         | 西園悟                       | 木村寛                     | 高柳哲司            | 森田実                                                      |                     | 風影奪還之章4 （2007年11月7日發售）                        |
| 6月7日                             | 17           | 237          | 我愛羅將死                             | 西園悟                       | 熊谷雅晃                   | 十文字景            | 金塚泰彦                                                    |                     | 風影奪還之章5 （2007年12月5日發售）                        |
| 6月21日                            | 18           | 238          | 突破！Button Hook Entry                | 西園悟                       | 阿野榮太郎                 | 佐藤真二            | 鈴木奈都子 村松尚雄                                         |                     | 風影奪還之章5 （2007年12月5日發售）                        |
| 7月5日                             | 19           | 239          | 陷阱啓動！阿凱小組的敵人               | 西園悟                       | 濁川敦                     | 濁川敦              | ウクレレ善似郎                                              |                     | 風影奪還之章5 （2007年12月5日發售）                        |
| 7月19日                            | 20           | 240          | 蛭子對兩名女忍者                       | 西園悟                       | 福田皖                     | 福田皖              | Eum.Ik-Hyun                                                 |                     | 風影奪還之章5 （2007年12月5日發售）                        |
| 7月26日                            | 21           | 241          | 蠍的素顏                               | 西園悟                       | おおくまネコ。             | 十文字景            | 拙者五郎                                                    |                     | 風影奪還之章6 （2008年1月1日發售）                         |
| 8月2日                             | 22           | 242          | 千代的絕招                             | 西園悟                       | 熨斗谷充孝                 | 十文字景            | 泉保良輔 福井明博                                           |                     | 風影奪還之章6 （2008年1月1日發售）                         |
| 8月2日                             | 23           | 243          | 「父」與「母」                         | 西園悟                       | 宅野誠起                   | 新留俊哉            | 津熊健徳                                                    |                     | 風影奪還之章6 （2008年1月1日發售）                         |
| 8月9日                             | 24           | 244          | 第三代風影                             | 西園悟                       | 木村寛                     | 高柳哲司            | 森田実                                                      |                     | 風影奪還之章6 （2008年1月1日發售）                         |
| 8月16日                            | 25           | 245          | 生與死的三分鐘                         | 西園悟                       | 熊谷雅晃                   | 熊谷雅晃            | 金塚泰彦                                                    |                     | 風影奪還之章7 （2008年2月6日發售）                         |
| 8月23日                            | 26           | 246          | 十機VS百機                             | 西園悟                       | 濁川敦                     | 濁川敦              | 拙者五郎                                                    |                     | 風影奪還之章7 （2008年2月6日發售）                         |
| 8月30日                            | 27           | 247          | 無法實現的夢想                         | 西園悟                       | 阿野榮太郎                 | 十文字景            | 村松尚雄 Yang.Kwang-Seok 村上勉                             |                     | 風影奪還之章7 （2008年2月6日發售）                         |
| 9月13日                            | 28           | 248          | 甦醒的野獸們                           | 西園悟                       | 福田皖                     | 福田皖              | Eum.Ik-Hyun                                                 |                     | 風影奪還之章7 （2008年2月6日發售）                         |
| 9月27日                            | 29           | 249          | 卡卡西開眼！                           | 西園悟                       | 木下勇喜                   | 木下勇喜            | ウクレレ善似郎 津熊健徳                                     |                     | 風影奪還之章8 （2008年3月5日發售）                         |
| 9月27日                            | 30           | 250          | 瞬間的美學                             | 西園悟                       | 高橋滋春                   | 新留俊哉            | 福井明博                                                    |                     | 風影奪還之章8 （2008年3月5日發售）                         |
| 10月18日                           | 31           | 251          | 繼承之物                               | 西園悟                       | 佐藤真二                   | 佐藤真二            | 堀越久美子                                                  |                     | 風影奪還之章8 （2008年3月5日發售）                         |
| 10月25日                           | 32           | 252          | 風影歸來                               | 西園悟                       | 木村寛                     | 高柳哲司            | 森田実                                                      |                     | 風影奪還之章8 （2008年3月5日發售）                         |
| 久違重逢之章                       |              |              |                                        |                              |                            |                     |                                                             |                     |                                                            |
| 2007年 11月8日                     | 33           | 253          | 新的目標                               | 西園悟                       | 熊谷雅晃                   | 熊谷雅晃            | 金塚泰彦                                                    |                     | 久違的重逢之章1 （2008年4月2日發售）                       |
| 11月15日                           | 34           | 254          | 集結！新卡卡西班                       | 西園悟                       | 阿野榮太郎                 | 新留俊哉            | Yang.Kwang-Seok                                             |                     | 久違的重逢之章1 （2008年4月2日發售）                       |
| 11月22日                           | 35           | 255          | 畫蛇添足                               | 西園悟                       | 村田雅彥                   | 村田雅彥            | 村田雅彥 朝井聖子                                           |                     | 久違的重逢之章1 （2008年4月2日發售）                       |
| 11月29日                           | 36           | 256          | 虛假的笑容                             | 西園悟                       | 福田皖                     | 福田皖              | Eum.Ik-Hyun                                                 |                     | 久違的重逢之章1 （2008年4月2日發售）                       |
| 11月29日                           | 37           | 257          | 無題                                   | 西園悟                       | 濁川敦                     | 濁川敦              | 拙者五郎                                                    |                     | 久違的重逢之章2 （2008年5月9日發售）                       |
| 12月6日                            | 38           | 258          | 模擬戰鬥訓練                           | 西園悟                       | 高橋滋春                   | 十文字景            | 福井明博                                                    |                     | 久違的重逢之章2 （2008年5月9日發售）                       |
| 12月13日                           | 39           | 259          | 天地橋                                 | 西園悟                       | 宅野誠起                   | 宅野誠起            | 堀越久美子                                                  |                     | 久違的重逢之章2 （2008年5月9日發售）                       |
| 12月20日                           | 40           | 260          | 九尾解放！！                           | 西園悟                       | 木村寛                     | 木村寛              | 徳倉榮一                                                    |                     | 久違的重逢之章2 （2008年5月9日發售）                       |
| 12月20日                           | 41           | 261          | 極秘任務啟動                           | 西園悟                       | 熊谷雅晃                   | 熊谷雅晃            | 津熊健徳 金塚泰彦                                           |                     | 久違的重逢之章3 （2008年6月4日發售）                       |
| 2008年 1月10日                     | 42           | 262          | 大蛇丸對祭品之力                       | 西園悟                       | 村田雅彥                   | 村田雅彥            | 村田雅彥 朝井聖子                                           |                     | 久違的重逢之章3 （2008年6月4日發售）                       |
| 1月17日                            | 43           | 263          | 小櫻的眼淚                             | 西園悟                       | 岡嶋国敏                   | 新留俊哉            | Yang.Kwang-Seok                                             |                     | 久違的重逢之章3 （2008年6月4日發售）                       |
| 1月24日                            | 44           | 264          | 戰鬥的來龍去脈                         | 西園悟                       | 福田皖                     | 福田皖              | Eum.Ik-Hyun                                                 |                     | 久違的重逢之章3 （2008年6月4日發售）                       |
| 1月31日                            | 45           | 265          | 背叛的後果                             | 西園悟                       | 濁川敦                     | 濁川敦              | 徳田夢之介                                                  |                     | 久違的重逢之章4 （2008年7月2日發售）                       |
| 2月7日                             | 46           | 266          | 未完之頁                               | 西園悟                       | 高橋滋春                   | 高橋滋春            | 福井明博                                                    |                     | 久違的重逢之章4 （2008年7月2日發售）                       |
| 2月14日                            | 47           | 267          | 潛入！毒蛇的巢穴                       | 西園悟                       | おおくまネコ。             | 木下勇喜            | ウクレレ善似郎 木下勇喜                                     |                     | 久違的重逢之章4 （2008年7月2日發售）                       |
| 2月28日                            | 48           | 268          | 牽絆                                   | 西園悟                       | 木村寛                     | 木村寛              | 徳倉榮一                                                    |                     | 久違的重逢之章4 （2008年7月2日發售）                       |
| 3月6日                             | 49           | 269          | 重要的東西                             | 西園悟                       | 佐藤真二                   | 佐藤真二            | 堀越久美子                                                  |                     | 久違的重逢之章5 （2008年8月6日發售）                       |
| 3月13日                            | 50           | 270          | 繪本所描述的故事                       | 西園悟                       | 阿野榮太郎                 | 新留俊哉            | Yang.Kwang-seok                                             |                     | 久違的重逢之章5 （2008年8月6日發售）                       |
| 3月20日                            | 51           | 271          | 重逢！！                               | 西園悟                       | 熊谷雅晃                   | 熊谷雅晃            | 津熊健徳                                                    |                     | 久違的重逢之章5 （2008年8月6日發售）                       |
| 3月20日                            | 52           | 272          | 宇智波的力量                           | 西園悟                       | 福田皖                     | 福田皖              | Eum.Ik-Hyun                                                 |                     | 久違的重逢之章5 （2008年8月6日發售）                       |
| 4月3日                             | 53           | 273          | 主題                                   | 西園悟                       | 濁川敦                     | 濁川敦              | 徳田夢之介                                                  |                     | 久違的重逢之章5 （2008年8月6日發售）                       |
| 守護忍十二士之章                   |              |              |                                        |                              |                            |                     |                                                             |                     |                                                            |
| 2008年 4月3日                      | 54           | 274          | 惡夢                                   | 鈴木康之                     | 高橋滋春                   | 高橋滋春            | 福井明博                                                    |                     | 守護忍十二士之章1 （2008年9月3日發售）                     |
| 4月17日                            | 55           | 275          | 旋風                                   | 鈴木康之                     | 村田雅彥                   | 村田雅彥            | 村田雅彥 朝井聖子                                           |                     | 守護忍十二士之章1 （2008年9月3日發售）                     |
| 4月24日                            | 56           | 276          | 蠢動                                   | 鈴木康之                     | 木村寛                     | 新留俊哉            | 徳倉榮一                                                    |                     | 守護忍十二士之章1 （2008年9月3日發售）                     |
| 5月8日                             | 57           | 277          | 遭搶奪的長眠                           | 鈴木康之                     | 宅野誠起                   | 宅野誠起            | 堀越久美子                                                  |                     | 守護忍十二士之章1 （2008年9月3日發售）                     |
| 5月8日                             | 58           | 278          | 孤獨                                   | 鈴木康之                     | 阿野榮太郎                 | 佐藤真二            | Kim.Kang-Won Yoo.Hyo-Sang                                   |                     | 守護忍十二士之章2 （2008年10月1日發售）                    |
| 5月15日                            | 59           | 279          | 新的敵人                               | 武上純希                     | 熊谷雅晃                   | 熊谷雅晃            | 金塚泰彦                                                    |                     | 守護忍十二士之章2 （2008年10月1日發售）                    |
| 5月22日                            | 60           | 280          | 有為轉變                               | 武上純希                     | 福田皖                     | 福田皖              | Eum.Ik-Hyun                                                 |                     | 守護忍十二士之章2 （2008年10月1日發售）                    |
| 5月29日                            | 61           | 281          | 接觸                                   | 鈴木康之                     | 濁川敦                     | 濁川敦              | 徳田夢之介                                                  |                     | 守護忍十二士之章2 （2008年10月1日發售）                    |
| 6月5日                             | 62           | 282          | 團隊夥伴                               | 鈴木康之                     | 高橋滋春                   | 高橋滋春            | 福井明博                                                    |                     | 守護忍十二士之章3 （2008年11月5日發售）                    |
| 6月19日                            | 63           | 283          | 兩個將                                 | 彦久保雅博                   | 木下勇喜                   | 木下勇喜            | 津熊健徳 木下勇喜                                           |                     | 守護忍十二士之章3 （2008年11月5日發售）                    |
| 7月3日                             | 64           | 284          | 漆黒的狼煙                             | 鈴木康之                     | 木村寛                     | 新留俊哉            | 徳倉榮一                                                    |                     | 守護忍十二士之章3 （2008年11月5日發售）                    |
| 7月3日                             | 65           | 285          | 上鎖的黑暗                             | 彦久保雅博                   | 佐藤真二                   | 佐藤真二            | 堀越久美子                                                  |                     | 守護忍十二士之章3 （2008年11月5日發售）                    |
| 7月10日                            | 66           | 286          | 甦醒過來的靈魂                         | 鈴木康之                     | 阿野榮太郎                 | 新留俊哉            | Yoo.Hyo-Sang 鈴木奈都子                                     |                     | 守護忍十二士之章3 （2008年11月5日發售）                    |
| 7月24日                            | 67           | 287          | 各自的死鬥                             | 鈴木康之 彦久保雅博          | 熊谷雅晃                   | 熊谷雅晃            | 金塚泰彦                                                    |                     | 守護忍十二士之章4 （2008年12月3日發售）                    |
| 7月31日                            | 68           | 288          | 覺醒的時刻                             | 鈴木康之                     | 福田皖                     | 福田皖              | Eum.Ik-Hyun                                                 |                     | 守護忍十二士之章4 （2008年12月3日發售）                    |
| 7月31日                            | 69           | 289          | 絶望                                   | 彦久保雅博                   | 宅野誠起                   | 宅野誠起            | 津熊健徳                                                    |                     | 守護忍十二士之章4 （2008年12月3日發售）                    |
| 8月7日                             | 70           | 290          | 共鳴                                   | 鈴木康之                     | 高橋滋春                   | 高橋滋春            | 福井明博                                                    |                     | 守護忍十二士之章4 （2008年12月3日發售）                    |
| 8月14日                            | 71           | 291          | 朋友                                   | 鈴木康之                     | 濁川敦                     | 濁川敦              | 徳田夢之介                                                  |                     | 守護忍十二士之章4 （2008年12月3日發售）                    |
| 不死的破壞者·飛段與角都之章        |              |              |                                        |                              |                            |                     |                                                             |                     |                                                            |
| 2008年 8月21日                     | 72           | 292          | 暗中逼近的威脅                         | 彦久保雅博                   | 木村寛                     | 新留俊哉            | 徳倉榮一                                                    |                     | 不死的破壊者，飛段・角都之章1 （2008年9月3日發售）         |
| 8月28日                            | 73           | 293          | 曉的侵襲                               | 彦久保雅博                   | 宅野誠起                   | 佐藤真二            | 堀越久美子                                                  |                     | 不死的破壊者，飛段・角都之章1 （2008年9月3日發售）         |
| 9月4日                             | 74           | 294          | 在星空之下                             | 彦久保雅博                   | 阿野榮太郎                 | 村上勉              | 武内啓 Yoo.Hyo-Sang                                         |                     | 不死的破壊者，飛段・角都之章1 （2008年9月3日發售）         |
| 9月11日                            | 75           | 295          | 老僧的祈禱                             | 鈴木康之                     | 熊谷雅晃                   | 熊谷雅晃            | 金塚泰彦                                                    |                     | 不死的破壊者，飛段・角都之章1 （2008年9月3日發售）         |
| 9月25日                            | 76           | 296          | 下一個階段                             | 鈴木康之                     | 福田皖                     | 福田皖              | Eum.Ik-Hyun                                                 |                     | 不死的破壊者，飛段・角都之章2 （2009年2月4日發售）         |
| 9月25日                            | 77           | 297          | 棒銀                                   | 彦久保雅博                   | 木下勇喜                   | 木下勇喜            | 木下勇喜                                                    |                     | 不死的破壊者，飛段・角都之章2 （2009年2月4日發售）         |
| 10月2日                            | 78           | 298          | 神的制裁                               | 彦久保雅博                   | 高橋滋春                   | 高橋滋春            | 小林由香里                                                  |                     | 不死的破壊者，飛段・角都之章2 （2009年2月4日發售）         |
| 10月2日                            | 79           | 299          | 聽不到的吶喊                           | 彦久保雅博                   | 濁川敦                     | 濁川敦              | 津熊健徳                                                    |                     | 不死的破壊者，飛段・角都之章2 （2009年2月4日發售）         |
| 10月16日                           | 80           | 300          | 最後的遺言                             | 彦久保雅博                   | 木村寛                     | 木村寛              | 徳倉榮一                                                    |                     | 不死的破壊者，飛段・角都之章3 （2009年3月4日發售）         |
| 10月23日                           | 81           | 301          | 悲傷的消息                             | 彦久保雅博                   | 佐藤真二                   | 佐藤真二            | 堀越久美子                                                  |                     | 不死的破壊者，飛段・角都之章3 （2009年3月4日發售）         |
| 10月30日                           | 82           | 302          | 第十班                                 | 黒津安明                     | 黒津安明                   | 黒津安明            | 鈴木博文                                                    |                     | 不死的破壊者，飛段・角都之章3 （2009年3月4日發售）         |
| 11月6日                            | 83           | 303          | 鎖定目標                               | 宮田由佳                     | 小野隆宏                   | 伊達勇登            | 武内啓 岡野秀彦                                             |                     | 不死的破壊者，飛段・角都之章3 （2009年3月4日發售）         |
| 11月13日                           | 84           | 304          | 角都的能力                             | 宮田由佳                     | 福田皖                     | 福田皖              | Eum.Ik-Hyun                                                 |                     | 不死的破壊者，飛段・角都之章4 （2009年5月13日發售）        |
| 11月20日                           | 85           | 305          | 可怕的秘密                             | 黒津安明                     | 黒津安明                   | 黒津安明            | 鈴木博文                                                    |                     | 不死的破壊者，飛段・角都之章4 （2009年5月13日發售）        |
| 12月4日                            | 86           | 306          | 鹿丸的才能                             | 宮田由佳                     | 熊谷雅晃                   | 熊谷雅晃            | 金塚泰彦                                                    |                     | 不死的破壊者，飛段・角都之章4 （2009年5月13日發售）        |
| 12月4日                            | 87           | 307          | 詛咒別人的代價                         | 鈴木康之                     | 高橋滋春                   | 高橋滋春            | 小林由香里                                                  |                     | 不死的破壊者，飛段・角都之章4 （2009年5月13日發售）        |
| 12月11日                           | 88           | 308          | 風遁・螺旋手裏劍！                     | 鈴木康之                     | 濁川敦                     | 濁川敦              | 津熊健徳                                                    |                     | 不死的破壊者，飛段・角都之章4 （2009年5月13日發售）        |
| 三尾出現之章                       |              |              |                                        |                              |                            |                     |                                                             |                     |                                                            |
| 2008年 12月18日                    | 89           | 309          | 力量的代價                             | 宮田由佳                     | 木村寛                     | 木村寛              | 徳倉榮一                                                    |                     | 三尾出現之章1 （2009年6月3日發售）                         |
| 12月25日                           | 90           | 310          | 忍者的決心                             | 武上純希                     | 木下勇喜                   | 木下勇喜            | 木下勇喜                                                    |                     | 三尾出現之章1 （2009年6月3日發售）                         |
| 2009年 1月8日                      | 91           | 311          | 發現 大蛇丸的根據地                    | 彦久保雅博                   | 小野田雄亮                 | 佐藤真二            | 堀越久美子                                                  |                     | 三尾出現之章1 （2009年6月3日發售）                         |
| 1月15日                            | 92           | 312          | 遭遇                                   | 鈴木康之                     | 岡嶋国敏                   | 伊達勇登            | 武内啓                                                      |                     | 三尾出現之章1 （2009年6月3日發售）                         |
| 1月22日                            | 93           | 313          | 心有靈犀一點通                         | 吉田伸 鈴木康之              | 熊谷雅晃                   | 熊谷雅晃            | 徳田夢之介 金塚泰彦                                         |                     | 三尾出現之章2 （2009年7月1日發售）                         |
| 1月29日                            | 94           | 314          | 雨一夜                                 | 吉田伸                       | 福田皖                     | 福田皖              | Eum.Ik-Hyun                                                 |                     | 三尾出現之章2 （2009年7月1日發售）                         |
| 2月5日                             | 95           | 315          | 兩個護身符                             | 吉田伸 宮田由佳              | 濁川敦                     | 濁川敦              | 津熊健徳                                                    |                     | 三尾出現之章2 （2009年7月1日發售）                         |
| 2月12日                            | 96           | 316          | 看不到的敵人                           | 宮田由佳                     | 高橋滋春                   | 高橋滋春            | 小林由香里                                                  |                     | 三尾出現之章2 （2009年7月1日發售）                         |
| 2月19日                            | 97           | 317          | 亂反射的迷宮                           | 武上純希                     | 木下勇喜                   | 木下勇喜            | 木下勇喜                                                    |                     | 三尾出現之章3 （2009年8月5日發售）                         |
| 2月26日                            | 98           | 318          | 出現的目標                             | 吉田伸                       | 木村寛                     | 木村寛              | 徳倉榮一                                                    |                     | 三尾出現之章3 （2009年8月5日發售）                         |
| 3月5日                             | 99           | 319          | 狂野的尾獸                             | 吉田伸                       | 小野田雄亮                 | 佐藤真二            | 堀越久美子                                                  |                     | 三尾出現之章3 （2009年8月5日發售）                         |
| 3月12日                            | 100          | 320          | 在霧之中                               | 武上純希 吉田伸              | 岡嶋国敏                   | 新留俊哉            | 武内啓                                                      |                     | 三尾出現之章3 （2009年8月5日發售）                         |
| 3月26日                            | 101          | 321          | 各自的想法                             | 宮田由佳                     | 伊達勇登                   | 熊谷雅晃            | 金塚泰彦                                                    |                     | 三尾出現之章4 （2009年9月2日發售）                         |
| 3月26日                            | 102          | 322          | 重新編隊！                             | 武上純希 宮田由佳 彦久保雅博 | 福田皖                     | 福田皖              | Eum.Ik-Hyun                                                 |                     | 三尾出現之章4 （2009年9月2日發售）                         |
| 4月9日                             | 103          | 323          | 結界四方封陣                           | 彦久保雅博                   | 濁川敦                     | 濁川敦              | 津熊健徳                                                    |                     | 三尾出現之章4 （2009年9月2日發售）                         |
| 4月9日                             | 104          | 324          | 晶遁瓦解                               | 吉田伸 武上純希              | 高橋滋春                   | 高橋滋春            | 小林由香里                                                  |                     | 三尾出現之章4 （2009年9月2日發售）                         |
| 4月16日                            | 105          | 325          | 結界攻防戰                             | 宮田由佳                     | 木下勇喜                   | 木下勇喜            | 木下勇喜                                                    |                     | 三尾出現之章5 （2009年10月7日發售）                        |
| 4月23日                            | 106          | 326          | 紅色山茶花                             | 彦久保雅博                   | 木村寛                     | 木村寛              | 徳倉榮一                                                    |                     | 三尾出現之章5 （2009年10月7日發售）                        |
| 4月30日                            | 107          | 327          | 吳越同舟                               | 鈴木康之                     | 神原敏昭                   | 佐藤真二            | 徳田夢之介                                                  |                     | 三尾出現之章5 （2009年10月7日發售）                        |
| 5月7日                             | 108          | 328          | 山茶花路標                             | 吉田伸                       | 岡嶋国敏                   | 伊達勇登 三宅雄一郎 | 武内啓                                                      |                     | 三尾出現之章5 （2009年10月7日發售）                        |
| 5月14日                            | 109          | 329          | 咒印的逆襲                             | 武上純希                     | 高橋滋春                   | 菅井嘉浩            | 菅井嘉浩                                                    |                     | 三尾出現之章6 （2009年11月4日發售）                        |
| 5月21日                            | 110          | 330          | 罪的記憶                               | 武上純希                     | 福田皖                     | 福田皖              | Eum.Ik-Hyun                                                 |                     | 三尾出現之章6 （2009年11月4日發售）                        |
| 5月28日                            | 111          | 331          | 破碎的約定                             | 武上純希                     | 木下勇喜                   | 木下勇喜            | 木下勇喜                                                    |                     | 三尾出現之章6 （2009年11月4日發售）                        |
| 6月4日                             | 112          | 332          | 該回去的地方                           | 宮田由佳 武上純希            | 高橋滋春                   | 高橋滋春            | 小林由香里                                                  |                     | 三尾出現之章6 （2009年11月4日發售）                        |
| 師父的預言與復仇之章               |              |              |                                        |                              |                            |                     |                                                             |                     |                                                            |
| 2009年 6月11日                     | 113          | 333          | 大蛇的瞳孔                             | 彦久保雅博                   | 松本正幸                   | 新留俊哉            | 朝井聖子 Heo.Hye-Jung                                       | -                   | 師父的預言與復仇之章1 （2010年1月13日發售）                |
| 6月18日                            | 114          | 334          | 鷹之瞳                                 | 彦久保雅博                   | 木村寛                     | 瑞西行              | 徳倉榮一                                                    | -                   | 師父的預言與復仇之章1 （2010年1月13日發售）                |
| 6月25日                            | 115          | 335          | 再不斬的大刀                           | 吉田伸                       | 渡部周                     | 佐藤真二            | 大坪幸麿                                                    | -                   | 師父的預言與復仇之章1 （2010年1月13日發售）                |
| 7月2日                             | 116          | 336          | 鐵壁的看守者                           | 鈴木康之                     | 岡嶋国敏                   | 三宅雄一郎          | 武内啓                                                      | -                   | 師父的預言與復仇之章1 （2010年1月13日發售）                |
| 7月9日                             | 117          | 337          | 北北方根據地的重吾                     | 吉田伸                       | 有江勇樹                   | 林隆文              | 松岡秀明                                                    | -                   | 師父的預言與復仇之章2 （2010年2月3日發售）                 |
| 7月23日                            | 118          | 338          | 集結！                                 | 吉田伸                       | 福田皖                     | 福田皖              | Eum.Ik-Hyun                                                 | -                   | 師父的預言與復仇之章2 （2010年2月3日發售）                 |
| 7月30日                            | 119          | 339          | 卡卡西外傳～戰場上的少年時代～（上集） | 武上純希                     | 三家本泰美                 | 新留俊哉            | 小林由香里                                                  | 金塚泰彦            | 卡卡西外傳〜戰場上的少年時代〜 （2009年12月16日發售）      |
| 7月30日                            | 120          | 340          | 卡卡西外傳～戰場上的少年時代～（下集） | 武上純希                     | 高田昌宏                   | 香川豊              | 徳田夢之介                                                  | -                   | 卡卡西外傳〜戰場上的少年時代〜 （2009年12月16日發售）      |
| 8月6日                             | 121          | 341          | 開始行動的人們                         | 宮田由佳                     | 松本正幸                   | 高橋滋春            | Lee.Boo-Hee                                                 | -                   | 師父的預言與復仇之章2                                      |
| 8月13日                            | 122          | 342          | 探索                                   | 宮田由佳                     | 木村寛                     | 木村寛              | 徳倉榮一                                                    | -                   | 師父的預言與復仇之章2                                      |
| 8月20日                            | 123          | 343          | 激烈衝突                               | 黒津安明                     | 黒津安明                   | 黒津安明            | 鈴木博文                                                    | -                   | 師父的預言與復仇之章3 （2010年3月3日發售）                 |
| 8月27日                            | 124          | 344          | 藝術                                   | 武上純希                     | 岡嶋国敏                   | 三宅雄一郎          | 容洪 石田慶一                                               | 金塚泰彦            | 師父的預言與復仇之章3 （2010年3月3日發售）                 |
| 9月3日                             | 125          | 345          | 消失                                   | 鈴木康之                     | 木下勇喜                   | 木下勇喜            | 木下勇喜                                                    | -                   | 師父的預言與復仇之章3 （2010年3月3日發售）                 |
| 9月10日                            | 126          | 346          | 黄昏                                   | 彦久保雅博                   | 福田皖                     | 福田皖              | Eum.Ik-Hyun                                                 | -                   | 師父的預言與復仇之章3 （2010年3月3日發售）                 |
| 9月24日                            | 127          | 347          | 堅毅忍傳～自來也忍法帖～（上集）       | 武上純希                     | 渡部周                     | 久城理音            | 田中千幸                                                    | -                   | 師父的預言與復仇之章4 （2010年4月7日發售）                 |
| 9月24日                            | 128          | 348          | 堅毅忍傳～自來也忍法帖～（下集）       | 武上純希                     | 高橋滋春                   | 高橋滋春            | 小林由香里                                                  | 徳田夢之介          | 師父的預言與復仇之章4 （2010年4月7日發售）                 |
| 10月8日                            | 129          | 349          | 潛入！雨忍者村                         | 吉田伸                       | 小野田雄亮                 | 新留俊哉            | 堀越久美子                                                  | -                   | 師父的預言與復仇之章4 （2010年4月7日發售）                 |
| 10月8日                            | 130          | 350          | 成為神的男人                           | 吉田伸                       | 木村寛                     | 木村寛              | 徳倉榮一                                                    | 徳田夢之介          | 師父的預言與復仇之章4 （2010年4月7日發售）                 |
| 10月15日                           | 131          | 351          | 發動！仙人模式                         | 鈴木康之                     | 横山彰利                   | 横山彰利            | 田中宏紀                                                    | -                   | 師父的預言與復仇之章5 （2010年5月12日發售）                |
| 10月22日                           | 132          | 352          | 培因六道，駕到                         | 宮田由佳                     | 浅利藤彰                   | 三宅雄一郎          | 容洪                                                        | -                   | 師父的預言與復仇之章5 （2010年5月12日發售）                |
| 10月29日                           | 133          | 353          | 自來也豪傑物語                         | 武上純希                     | 熊谷雅晃                   | 熊谷雅晃            | 金塚泰彦                                                    | -                   | 師父的預言與復仇之章5 （2010年5月12日發售）                |
| 11月5日                            | 134          | 354          | 宴會的邀約                             | 彦久保雅博                   | 福田皖                     | 福田皖              | Eum.lk-Hyun                                                 | -                   | 師父的預言與復仇之章5 （2010年5月12日發售）                |
| 11月19日                           | 135          | 355          | 漫長的瞬間…                            | 吉田伸                       | 濁川敦                     | 濁川敦              | 拙者五郎                                                    | -                   | 師父的預言與復仇之章6 （2010年6月2日發售）                 |
| 11月19日                           | 136          | 356          | 萬花筒寫輪眼的光與闇                   | 鈴木康之                     | 高橋滋春                   | 高橋滋春            | 小林由香里                                                  | 金塚泰彦 徳田夢之介 | 師父的預言與復仇之章6 （2010年6月2日發售）                 |
| 11月26日                           | 137          | 357          | 天照                                   | 宮田由佳                     | 小野田雄亮                 | 香川豊              | 今木宏明                                                    | -                   | 師父的預言與復仇之章6 （2010年6月2日發售）                 |
| 12月3日                            | 138          | 358          | 壽終                                   | 彦久保雅博                   | 村田雅彥                   | 村田雅彥            | 村田雅彥 朝井聖子                                           |                     | 師父的預言與復仇之章6 （2010年6月2日發售）                 |
| 12月10日                           | 139          | 359          | 鳶的謎團                               | 吉田伸                       | 木村寛                     | 三宅雄一郎          | 徳倉榮一                                                    | 徳田夢之介          | 師父的預言與復仇之章7 （2010年7月7日發售）                 |
| 12月17日                           | 140          | 360          | 因縁                                   | 鈴木康之                     | 山岡実                     | 三田通              | 容洪                                                        | 徳田夢之介          | 師父的預言與復仇之章7 （2010年7月7日發售）                 |
| 12月24日                           | 141          | 361          | 真相                                   | 宮田由佳                     | 渡部周                     | 久城理音            | 堀越久美子                                                  | -                   | 師父的預言與復仇之章7 （2010年7月7日發售）                 |
| 2010年 1月7日                      | 142          | 362          | 雲雷峽之戰                             | 鈴木康之                     | 福田皖                     | 福田皖              | Eum.lk-Hyun                                                 | -                   | 師父的預言與復仇之章7 （2010年7月7日發售）                 |
| 1月14日                            | 143          | 363          | 「八尾」對「佐助」                     | 吉田伸                       | 濁川敦                     | 濁川敦              | 拙者五郎                                                    | -                   | 師父的預言與復仇之章7 （2010年7月7日發售）                 |
| 六尾發動之章                       |              |              |                                        |                              |                            |                     |                                                             |                     |                                                            |
| 2010年 1月21日                     | 144          | 364          | 風來坊                                 | 武上純希                     | 熊谷雅晃                   | 松田道仄            | 堀越久美子                                                  |                     | 六尾發動之章 上 （2010年8月4日發售）                       |
| 1月28日                            | 145          | 365          | 禁術的繼承者                           | 吉田伸                       | 高橋滋春                   | 高橋滋春            | 小林由香里                                                  | 金塚泰彦            | 六尾發動之章 上 （2010年8月4日發售）                       |
| 2月4日                             | 146          | 366          | 繼承者的想法                           | 宮田由佳                     | 木村寛                     | 香川豊              | 徳倉榮一                                                    | 徳田夢之介          | 六尾發動之章 上 （2010年8月4日發售）                       |
| 2月11日                            | 147          | 367          | 逃亡忍者的過去                         | 鈴木康之                     | 木下勇喜                   | 木下勇喜            | 木下勇喜 山口杏奈 荒川繪理花                                | 徳田夢之介          | 六尾發動之章 上 （2010年8月4日發售）                       |
| 2月18日                            | 148          | 368          | 闇之繼承者                             | 吉田伸                       | 西瑛子                     | 三宅雄一郎          | 容洪                                                        | -                   | 六尾發動之章 下 （2010年9月1日發售）                       |
| 2月25日                            | 149          | 369          | 離別                                   | 彦久保雅博                   | 渡部周                     | 三田茂              | 田中千幸                                                    | -                   | 六尾發動之章 下 （2010年9月1日發售）                       |
| 3月4日                             | 150          | 370          | 禁術發動                               | 鈴木康之                     | 福田皖                     | 福田皖              | Eum.lk-Hyun                                                 | -                   | 六尾發動之章 下 （2010年9月1日發售）                       |
| 3月11日                            | 151          | 371          | 師徒                                   | 鈴木康之                     | 小野田雄亮                 | 新留俊哉            | ウクレレ善似郎 堀越久美子                                   | -                   | 六尾發動之章 下 （2010年9月1日發售）                       |
| 兩名救世主之章                     |              |              |                                        |                              |                            |                     |                                                             |                     |                                                            |
| 2010年 3月25日                     | 152          | 372          | 悲傷的消息                             | 宮田由佳                     | 堀内直樹                   | 新留俊哉            | 青鉢芳信                                                    | 徳田夢之介          | 兩人的救世主之章1 （2010年10月6日發售）                    |
| 2010年 3月25日                     | 153          | 373          | 追逐恩師的身影                         | 宮田由佳                     | 熊谷雅晃                   | 熊谷雅晃            | 河合滋樹 田中千幸 金塚泰彦                                  | -                   | 兩人的救世主之章1 （2010年10月6日發售）                    |
| 4月8日                             | 154          | 374          | 暗號解讀                               | 吉田伸                       | 高橋滋春                   | 高橋滋春            | 小林由香里                                                  | 徳田夢之介          | 兩人的救世主之章1 （2010年10月6日發售）                    |
| 4月8日                             | 155          | 375          | 最重要的課題                           | 吉田伸                       | 木村寛                     | 佐藤真二            | 徳倉榮一                                                    | 金塚泰彦            | 兩人的救世主之章1 （2010年10月6日發售）                    |
| 4月15日                            | 156          | 376          | 超越恩師之時                           | 宮田由佳                     | 木下勇喜                   | 木下勇喜            | 木下勇喜 山口杏奈 小池裕樹                                  | 徳田夢之介          | 兩人的救世主之章2 （2010年11月3日發售）                    |
| 4月22日                            | 157          | 377          | 襲擊木葉忍者村！                       | 彦久保雅博                   | 吉田秀之                   | 三宅雄一郎          | 容洪 ウクレレ善似郎                                         | 徳田夢之介          | 兩人的救世主之章2 （2010年11月3日發售）                    |
| 4月29日                            | 158          | 378          | 相信的力量                             | 吉田伸                       | 福田皖                     | 福田皖              | Eum.lk-Hyun                                                 | -                   | 兩人的救世主之章2 （2010年11月3日發售）                    |
| 5月6日                             | 159          | 379          | 佩恩對卡卡西                           | 宮田由佳                     | 菅井嘉浩                   | 菅井嘉浩            | 吉沼裕美                                                    | 徳田夢之介          | 兩人的救世主之章2 （2010年11月3日發售）                    |
| 5月13日                            | 160          | 380          | 佩恩之謎                               | 鈴木康之                     | 堀内直樹                   | 浪速勉              | 青鉢芳信                                                    | 徳田夢之介          | 兩人的救世主之章3 （2010年12月1日發售）                    |
| 5月20日                            | 161          | 381          | 姓是猿飛，名為木葉丸！                 | 彦久保雅博                   | 高橋滋春                   | 高橋滋春            | 小林由香里                                                  | 徳田夢之介          | 兩人的救世主之章3 （2010年12月1日發售）                    |
| 5月27日                            | 162          | 382          | 帶給世界痛楚                           | 吉田伸                       | 熊谷雅晃                   | 佐藤真二            | 河合滋樹                                                    | -                   | 兩人的救世主之章3 （2010年12月1日發售）                    |
| 6月3日                             | 163          | 383          | 爆發！仙人模式                         | 彦久保雅博                   | 木下勇喜                   | 木下勇喜            | 山口杏奈                                                    | 徳田夢之介          | 兩人的救世主之章3 （2010年12月1日發售）                    |
| 6月10日                            | 164          | 384          | 危機！消失的仙人模式                   | 吉田伸                       | 南康宏                     | 浪速勉              | 容洪                                                        | 徳田夢之介          | 兩人的救世主之章4 （2011年1月12日發售）                    |
| 6月17日                            | 165          | 385          | 九尾捕獲成功                           | 吉田伸                       | 木村寛                     | 木村寛              | 徳倉榮一                                                    | 徳田夢之介          | 兩人的救世主之章4 （2011年1月12日發售）                    |
| 6月24日                            | 166          | 386          | 告白                                   | 黒津安明                     | 黒津安明                   | 黒津安明            | 鈴木博文                                                    | -                   | 兩人的救世主之章4 （2011年1月12日發售）                    |
| 7月1日                             | 167          | 387          | 地爆天星                               | 宮田由佳                     | 若林厚史                   | 若林厚史            | 若林厚史                                                    | -                   | 兩人的救世主之章4 （2011年1月12日發售）                    |
| 7月15日                            | 168          | 388          | 第四代火影                             | 彦久保雅博                   | 福田皖                     | 福田皖              | Eum.lk-Hyun                                                 | -                   | 兩人的救世主之章5 （2011年2月2日發售）                     |
| 7月22日                            | 169          | 389          | 兩個弟子                               | 吉田伸                       | 菅井嘉浩                   | 菅井嘉浩            | 吉沼裕美                                                    | -                   | 兩人的救世主之章5 （2011年2月2日發售）                     |
| 7月29日                            | 170          | 390          | 大冒險！尋找第四代火影的遺產（上集）   | 武上純希                     | 堀内直樹                   | 新留俊哉            | 青鉢芳信                                                    | 徳田夢之介          | 兩人的救世主之章6 （2011年3月2日發售）                     |
| 7月29日                            | 171          | 391          | 大冒險！尋找第四代火影的遺產（下集）   | 武上純希                     | 木下勇喜                   | 佐藤真二            | 木下勇喜 山口杏奈                                           | 徳田夢之介          | 兩人的救世主之章6 （2011年3月2日發售）                     |
| 8月5日                             | 172          | 392          | 見面                                   | 吉田伸                       | 岡尾貴洋                   | 高橋滋春            | 相坂直紀                                                    | 徳田夢之介          | 兩人的救世主之章5                                          |
| 8月12日                            | 173          | 393          | 佩恩誕生                               | 彦久保雅博                   | 熊谷雅晃                   | 熊谷雅晃            | 河合滋樹                                                    | -                   | 兩人的救世主之章5                                          |
| 8月19日                            | 174          | 394          | 漩渦鳴人物語                           | 鈴木康之                     | 岸川寛良                   | 浪速勉              | 容洪                                                        | 徳田夢之介          | 兩人的救世主之章6                                          |
| 8月26日                            | 175          | 395          | 木葉的英雄                             | 宮田由佳                     | 木村寛                     | 木村寛              | 徳倉榮一                                                    | 徳田夢之介          | 兩人的救世主之章6                                          |
| 過去篇～木葉的軌跡～               |              |              |                                        |                              |                            |                     |                                                             |                     |                                                            |
| 2010年 9月2日                      | 176          | 396          | 新手教師伊魯卡                         | 吉田伸                       | 福田皖                     | 福田皖 伊達勇登     | Eum.lk-Hyun                                                 | -                   | 過去篇〜木葉的軌跡〜1 （2011年4月6日發售）                 |
| 9月9日                             | 177          | 397          | 伊魯卡的試練                           | 吉田伸                       | 堀内直樹                   | 福田皖 伊達勇登     | 青鉢芳信                                                    | 朝井聖子            | 過去篇〜木葉的軌跡〜1 （2011年4月6日發售）                 |
| 9月16日                            | 178          | 398          | 伊魯卡的決心                           | 吉田伸                       | 濁川敦                     | 新留俊哉            | 堀越久美子 山下宏幸                                         | 金塚泰彦            | 過去篇〜木葉的軌跡〜1 （2011年4月6日發售）                 |
| 9月30日                            | 179          | 399          | 負責上忍旗木卡卡西                     | 武上純希                     | 木村寛                     | 菅井嘉浩            | 吉沼裕美                                                    | 金塚泰彦            | 過去篇〜木葉的軌跡〜1 （2011年4月6日發售）                 |
| 10月7日                            | 180          | 400          | 伊那利，接受考驗的勇氣                 | 宮田由佳                     | 拙者五郎                   | 拙者五郎            | 甲田正行                                                    | -                   | 過去篇〜木葉的軌跡〜2 （2011年5月11日發售）                |
| 10月14日                           | 181          | 401          | 鳴人，復仇指導教室                     | 鈴木康之                     | 渡部周                     | 浪速勉              | 河合滋樹 堀越久美子                                         | -                   | 過去篇〜木葉的軌跡〜2 （2011年5月11日發售）                |
| 10月21日                           | 182          | 402          | 我愛羅「羈絆」                         | 彦久保雅博                   | 岸川寛良                   | 佐藤真二            | 容洪                                                        | 朝井聖子            | 過去篇〜木葉的軌跡〜2 （2011年5月11日發售）                |
| 10月28日                           | 183          | 403          | 鳴人，突然發病                         | 渡邊大輔                     | 小平麻紀                   | 小平麻紀            | 洪範錫 嵩本樹                                               | 金塚泰彦            | 過去篇〜木葉的軌跡〜2 （2011年5月11日發售）                |
| 11月4日                            | 184          | 404          | 出擊！天天小組                         | 千葉克彦                     | 三田茂                     | 三田茂              | 田中千幸                                                    | -                   | 過去篇〜木葉的軌跡〜3 （2011年6月1日發售）                 |
| 11月11日                           | 185          | 405          | 動物樂園                               | 千葉克彦                     | 福田皖                     | 福田皖              | Eum.lk-Hyun                                                 | -                   | 過去篇〜木葉的軌跡〜3 （2011年6月1日發售）                 |
| 11月18日                           | 186          | 406          | 啊，青春的中藥丸                       | 渡邊大輔                     | 熊谷雅晃                   | 熊谷雅晃            | 山下宏幸                                                    | -                   | 過去篇〜木葉的軌跡〜3 （2011年6月1日發售）                 |
| 11月25日                           | 187          | 407          | 堅毅師弟修行篇                         | 武上純希                     | 濁川敦                     | 濁川敦              | 堀越久美子 金塚泰彦                                         | -                   | 過去篇〜木葉的軌跡〜5 （2011年8月3日發售）                 |
| 11月25日                           | 188          | 408          | 堅毅師弟忍風錄                         | 武上純希                     | 堀内直樹                   | 新留俊哉            | 高橋直樹 青鉢芳信                                           | 朝井聖子            | 過去篇〜木葉的軌跡〜5 （2011年8月3日發售）                 |
| 12月2日                            | 189          | 409          | 佐助的爪印大全                         | 彦久保雅博                   | 木村寛                     | 菅井嘉浩            | 吉沼裕美                                                    | 金塚泰彦            | 過去篇〜木葉的軌跡〜3                                      |
| 12月9日                            | 190          | 410          | 鳴人與老兵                             | 千葉克彦                     | 小平麻紀                   | 佐藤真二            | 嵩本樹 洪範錫                                               | 朝井聖子            | 過去篇〜木葉的軌跡〜4 （2011年7月6日發售）                 |
| 12月16日                           | 191          | 411          | 卡卡西戀歌                             | 鈴木康之                     | 渡部周                     | 浪速勉              | 河合滋樹 松本顕吾                                           | -                   | 過去篇〜木葉的軌跡〜4 （2011年7月6日發售）                 |
| 12月23日                           | 192          | 412          | 寧次外傳                               | 宮田由佳                     | 岸川寛良                   | 岸川寛良            | 容洪                                                        | 金塚泰彦            | 過去篇〜木葉的軌跡〜4 （2011年7月6日發售）                 |
| 2011年 1月6日                      | 193          | 413          | 死亡兩次的男子                         | 吉田伸                       | 田中千幸                   | 三田茂              | 田中千幸 徳田夢之介                                         | -                   | 過去篇〜木葉的軌跡〜4 （2011年7月6日發售）                 |
| 1月13日                            | 194          | 414          | 最糟糕的兩人三腳                       | 鈴木康之                     | 拙者五郎                   | 拙者五郎            | 甲田正行                                                    | -                   | 過去篇〜木葉的軌跡〜5                                      |
| 1月20日                            | 195          | 415          | 與第十班合作                           | 彦久保雅博                   | 土屋浩幸                   | 浪速勉              | 波間田正俊                                                  | -                   | 過去篇〜木葉的軌跡〜5                                      |
| 1月27日                            | 196          | 416          | 前往闇黑的疾走                         | 渡邊大輔                     | 木村寛                     | 菅井嘉浩            | 吉沼裕美                                                    | 朝井聖子            | 過去篇〜木葉的軌跡〜5                                      |
| 五影集結之章                       |              |              |                                        |                              |                            |                     |                                                             |                     |                                                            |
| 2011年 2月10日                     | 197          | 417          | 第六代火影段藏                         | 千葉克彦                     | 熊谷雅晃                   | 熊谷雅晃            | 河合滋樹 松本顕吾                                           | -                   | 五影集結之章1 （2011年9月7日發售）                         |
| 2011年 2月10日                     | 198          | 418          | 五影會談前夕                           | 宮田由佳                     | 濁川敦                     | 濁川敦              | 山下宏幸                                                    | -                   | 五影集結之章1 （2011年9月7日發售）                         |
| 2月17日                            | 199          | 419          | 五影登場！                             | 千葉克彦                     | 堀内直樹                   | 新留俊哉            | 高橋直樹 小川一郎                                           | 金塚泰彦            | 五影集結之章1 （2011年9月7日發售）                         |
| 2月24日                            | 200          | 420          | 鳴人的懇求                             | 吉田伸                       | 渡部周                     | 遠藤正明            | 堀越久美子                                                  | -                   | 五影集結之章1 （2011年9月7日發售）                         |
| 3月3日                             | 201          | 421          | 痛苦的抉擇                             | 鈴木康之                     | 小平麻紀                   | 佐藤真二            | 嵩本樹 洪範錫                                               | 徳田夢之介          | 五影集結之章2 （2011年10月5日發售）                        |
| 3月10日                            | 202          | 422          | 疾馳的雷電                             | 千葉克彦                     | 三田茂                     | 鷹橋若人            | 冨澤佳也乃                                                  | 田中千幸            | 五影集結之章2 （2011年10月5日發售）                        |
| 3月17日                            | 203          | 423          | 佐助的忍道                             | 鈴木康之                     | 岸川寛良                   | 岸川寛良            | 容洪 崔鐘基                                                 | 徳田夢之介          | 五影集結之章2 （2011年10月5日發售）                        |
| 3月24日                            | 204          | 424          | 五影的實力                             | 宮田由佳                     | 西田健一                   | 山下宏幸            | 山下宏幸                                                    | -                   | 五影集結之章2 （2011年10月5日發售）                        |
| 3月31日                            | 205          | 425          | 宣戰布告                               | 彦久保雅博                   | 福田皖                     | 福田皖              | Eum.lk-Hyun                                                 | -                   | 五影集結之章3 （2011年11月2日發售）                        |
| 4月7日                             | 206          | 426          | 小櫻的心意                             | 吉田伸                       | 木村寛                     | 木村寛              | 吉沼裕美                                                    | 金塚泰彦            | 五影集結之章3 （2011年11月2日發售）                        |
| 4月14日                            | 207          | 427          | 尾獸對無尾的尾獸                       | 千葉克彦                     | 堀内直樹                   | 佐藤真二            | 小川一郎 高橋直樹 渡邊章                                    | 徳田夢之介          | 五影集結之章3 （2011年11月2日發售）                        |
| 4月21日                            | 208          | 428          | 身為摯友                               | 鈴木康之                     | 渡部周                     | 香川豊              | 堀越久美子                                                  | -                   | 五影集結之章3 （2011年11月2日發售）                        |
| 4月28日                            | 209          | 429          | 段藏的右手                             | 渡邊大輔                     | 菅井嘉浩                   | 菅井嘉浩            | 甲田正行                                                    | -                   | 五影集結之章4 （2011年12月7日發售）                        |
| 5月5日                             | 210          | 430          | 禁忌的瞳術                             | 吉田伸                       | 北川正人                   | 小平麻紀            | 嵩本樹 洪範錫                                               | 金塚泰彦            | 五影集結之章4 （2011年12月7日發售）                        |
| 5月12日                            | 211          | 431          | 志村段藏                               | 千葉克彦                     | 伊達勇登 西田健一          | 伊達勇登            | 朝井聖子 河合滋樹                                           | -                   | 五影集結之章4 （2011年12月7日發售）                        |
| 5月19日                            | 212          | 432          | 小櫻的覺悟                             | 鈴木康之                     | 上原秀明                   | 岸川寛良            | 崔鐘基 容洪                                                 | 徳田夢之介          | 五影集結之章4 （2011年12月7日發售）                        |
| 5月26日                            | 213          | 433          | 失去的羈絆                             | 渡邊大輔                     | サトウ光利                 | 新留俊哉            | 松竹徳幸                                                    | -                   | 五影集結之章5 （2012年1月11日發售）                        |
| 6月2日                             | 214          | 434          | 該背負的重擔                           | 彦久保雅博                   | 福田皖                     | 福田皖              | Eum.lk-Hyun                                                 | -                   | 五影集結之章5 （2012年1月11日發售）                        |
| 6月9日                             | 215          | 435          | 兩人的宿命                             | 吉田伸                       | 木村寛                     | 木村寛              | 小森良                                                      | 徳田夢之介          | 五影集結之章5 （2012年1月11日發售）                        |
| 6月16日                            | 216          | 436          | 一流的忍者                             | 吉田伸                       | 西田健一                   | 佐藤真二            | 甲田正行 河合滋樹                                           | -                   | 五影集結之章5 （2012年1月11日發售）                        |
| 6月23日                            | 217          | 437          | 潛入者                                 | 千葉克彦                     | 筑紫大介                   | 拙者五郎            | 竹田逸子                                                    | -                   | 五影集結之章6 （2012年2月1日發售）                         |
| 6月30日                            | 218          | 438          | 開始行動的大國                         | 宮田由佳                     | 北川正人                   | 鷹橋若人            | 洪範錫 嵩本樹                                               | 徳田夢之介          | 五影集結之章6 （2012年2月1日發售）                         |
| 7月7日                             | 219          | 439          | 火影旗木卡卡西                         | 千葉克彦                     | 菅井嘉浩                   | 菅井嘉浩            | 甲田正行                                                    | -                   | 五影集結之章6 （2012年2月1日發售）                         |
| 7月21日                            | 220          | 440          | 大蝦蟆仙人的預言                       | 鈴木康之                     | 岸川寛良                   | 浪速勉              | 容洪 石崎裕子                                               | 徳田夢之介          | 五影集結之章6 （2012年2月1日發售）                         |
| 7月28日                            | 221          | 441          | 進入體內                               | 彦久保雅博                   | 堀内直樹                   | 香川豊              | 高橋直樹 渡邊章 小川一郎                                    | 徳田夢之介          | 五影集結之章6 （2012年2月1日發售）                         |
| 船上的天堂生活                     |              |              |                                        |                              |                            |                     |                                                             |                     |                                                            |
| 2011年 7月28日                     | 222          | 442          | 五影的決斷                             | 吉田伸                       | 福田皖                     | 福田皖              | Eum.lk-Hyun                                                 | -                   | 船上的天堂生活1 （2012年3月7日發售）                       |
| 8月4日                             | 223          | 443          | 青年與海                               | 武上純希                     | サトウ光利                 | 黒川智之            | 河合滋樹                                                    | -                   | 船上的天堂生活1 （2012年3月7日發售）                       |
| 8月11日                            | 224          | 444          | 紅州的商忍                             | 千葉克彦                     | 菅井嘉浩 片岡裕            | 神谷純              | 吉沼裕美                                                    | 徳田夢之介          | 船上的天堂生活1 （2012年3月7日發售）                       |
| 8月18日                            | 225          | 445          | 被詛咒的幽靈船                         | 彦久保雅博                   | 香川豊                     | 香川豊              | 甲田正行                                                    | -                   | 船上的天堂生活1 （2012年3月7日發售）                       |
| 8月25日                            | 226          | 446          | 戰艦之島                               | 鈴木康之                     | 北川正人                   | 浪速勉              | 洪範錫                                                      | 徳田夢之介          | 船上的天堂生活2 （2012年4月4日發售）                       |
| 9月1日                             | 227          | 447          | 忘卻之島                               | 千葉克彦                     | 雄谷将仁                   | 古川順康            | 高橋直樹 服部憲知 西城隆詞                                  | 金塚泰彦            | 船上的天堂生活2 （2012年4月4日發售）                       |
| 9月8日                             | 228          | 448          | 戰鬥吧，李洛克！                       | 彦久保雅博                   | 岸川寛良                   | 神谷純              | ウクレレ善似郎 容洪 石崎裕子                                | 徳田夢之介          | 船上的天堂生活2 （2012年4月4日發售）                       |
| 9月22日                            | 229          | 449          | 吃還是被吃！跳舞蘑菇地獄               | 吉田伸                       | 福田皖                     | 福田皖              | Eum.lk-Hyun                                                 | -                   | 船上的天堂生活2 （2012年4月4日發售）                       |
| 9月29日                            | 230          | 450          | 影子的反擊                             | 鈴木康之                     | 片岡裕 菅井嘉浩            | 菅井嘉浩            | 徳倉榮一 西川貴史                                           | 朝井聖子            | 船上的天堂生活3 （2012年5月2日發售）                       |
| 10月6日                            | 231          | 451          | 被封閉的航道                           | 武上純希 渡邊大輔            | 西田健一                   | 西田健一            | 河合滋樹 大竹紀子                                           | -                   | 船上的天堂生活3 （2012年5月2日發售）                       |
| 10月13日                           | 232          | 452          | 木葉的女生會                           | 千葉克彦                     | 渡部周                     | 佐藤真二            | 堀越久美子                                                  | -                   | 船上的天堂生活3 （2012年5月2日發售）                       |
| 10月20日                           | 233          | 453          | 冒牌？鳴人登場                         | 吉田伸                       | 堀内直樹                   | 浪速勉              | 高橋直樹 西城隆詞 桜井このみ                                | 金塚泰彦            | 船上的天堂生活3 （2012年5月2日發售）                       |
| 10月27日                           | 234          | 454          | 鳴人的得意門生                         | 武上純希                     | 拙者五郎                   | 拙者五郎            | 甲田正行                                                    | -                   | 船上的天堂生活4 （2012年6月6日發售）                       |
| 11月3日                            | 235          | 455          | 撫子村的女忍者                         | 宮田由佳                     | 藤瀬順一                   | 神谷純              | 洪範錫                                                      | 金塚泰彦            | 船上的天堂生活4 （2012年6月6日發售）                       |
| 11月10日                           | 236          | 456          | 夥伴的背後                             | 吉田伸                       | 田中智也                   | 細田雅弘            | 河合滋樹 松本顕吾                                           | -                   | 船上的天堂生活4 （2012年6月6日發售）                       |
| 11月24日                           | 237          | 457          | 令人憧憬的綱手大人                     | 千葉克彦                     | 石井久志                   | 佐藤真二            | ウクレレ善似郎 秋田学 容洪 石崎裕子                         | 朝井聖子            | 船上的天堂生活4 （2012年6月6日發售）                       |
| 12月1日                            | 238          | 458          | 祭的休息                               | 鈴木康之                     | 熊谷雅晃                   | 熊谷雅晃            | 山下宏幸                                                    | -                   | 船上的天堂生活5 （2012年7月4日發售）                       |
| 12月8日                            | 239          | 459          | 傳說中的豬鹿蝶                         | 彦久保雅博                   | 福田皖                     | 福田皖              | Eum.lk-Hyun                                                 | -                   | 船上的天堂生活5 （2012年7月4日發售）                       |
| 12月15日                           | 240          | 460          | 牙的決心                               | 渡邊大輔                     | 西田健一                   | 佐藤真二            | 甲田正行 冨澤佳也乃                                         | -                   | 船上的天堂生活5 （2012年7月4日發售）                       |
| 12月22日                           | 241          | 461          | 卡卡西，我永遠的對手啊                 | 武上純希                     | 小野田雄亮                 | 福田皖              | 吉沼裕美                                                    | 金塚泰彦            | 船上的天堂生活5 （2012年7月4日發售）                       |
| 12月28日                           | 242          | 462          | 鳴人的誓言                             | 宮田由佳                     | 堀内直樹                   | 浪速勉              | 桜井このみ 高橋直樹                                         | 朝井聖子            | 船上的天堂生活5 （2012年7月4日發售）                       |
| 掌控九尾與因果的邂逅之章           |              |              |                                        |                              |                            |                     |                                                             |                     |                                                            |
| 2012年 1月5日                      | 243          | 463          | 登陸！樂園之島？                       | 千葉克彦                     | 山崎浩司                   | 山崎浩司            | 松本顕吾                                                    | -                   | 掌控九尾與因果的邂逅之章1 （2012年10月3日發售）            |
| 1月12日                            | 244          | 464          | 殺人蜂和基                             | 吉田伸                       | 高山秀樹                   | 香川豊              | 洪範錫 古矢好ニ                                             | 金塚泰彦            | 掌控九尾與因果的邂逅之章1 （2012年10月3日發售）            |
| 1月19日                            | 245          | 465          | 試練升級！鳴人對九尾！！               | 武上純希                     | 岸川寛良                   | 岸川寛良            | 田中千幸                                                    | -                   | 掌控九尾與因果的邂逅之章1 （2012年10月3日發售）            |
| 1月26日                            | 246          | 466          | 橘色的光芒                             | 鈴木康之                     | 村田雅彥                   | 村田雅彥            | 河合滋樹                                                    | -                   | 掌控九尾與因果的邂逅之章1 （2012年10月3日發售）            |
| 2月2日                             | 247          | 467          | 被盯上的九尾                           | 武上純希                     | 石井久志                   | 佐藤真二            | 容洪 石崎裕子                                               | 徳田夢之介          | 掌控九尾與因果的邂逅之章1 （2012年10月3日發售）            |
| 2月9日                             | 248          | 468          | 第四代火影的死鬥！！                   | 武上純希                     | 熊谷雅晃                   | 熊谷雅晃            | 山下宏幸                                                    | -                   | 特別編〜鳴人誕生〜 （2012年8月1日發售）                    |
| 2月9日                             | 249          | 469          | 「謝謝」                               | 武上純希                     | 櫻井親良                   | 櫻井親良            | 甲田正行                                                    | -                   | 特別編〜鳴人誕生〜 （2012年8月1日發售）                    |
| 2月16日                            | 250          | 470          | 珍獸對怪人！樂園的戰鬥！               | 彦久保雅博                   | 福田皖                     | 福田皖              | Eum.lk-Hyun                                                 | -                   | 掌控九尾與因果的邂逅之章2 （2012年11月7日發售）            |
| 2月23日                            | 251          | 471          | 叫做鬼鮫的男人                         | 吉田伸                       | 西田健一                   | 香川豊              | 堀越久美子                                                  | -                   | 掌控九尾與因果的邂逅之章2 （2012年11月7日發售）            |
| 3月1日                             | 252          | 472          | 引入死亡的天使                         | 千葉克彦                     | 伊達勇登                   | 伊達勇登            | 山下宏幸                                                    | -                   | 掌控九尾與因果的邂逅之章2 （2012年11月7日發售）            |
| 3月8日                             | 253          | 473          | 邁向和平的橋樑                         | 千葉克彦                     | 小野田雄亮                 | 菅井嘉浩            | 吉沼裕美                                                    | 金塚泰彦            | 掌控九尾與因果的邂逅之章2 （2012年11月7日發售）            |
| 3月15日                            | 254          | 474          | 超S級機密任務                          | 鈴木康之                     | 岸川寛良                   | 岸川寛良            | 松本顕吾                                                    | -                   | 掌控九尾與因果的邂逅之章3 （2012年12月5日發售）            |
| 3月22日                            | 255          | 475          | 藝術家再現                             | 鈴木康之                     | 高山秀樹                   | 古川順康            | 平田賢一 古矢好ニ                                           | 徳田夢之介          | 掌控九尾與因果的邂逅之章3 （2012年12月5日發售）            |
| 3月29日                            | 256          | 476          | 集結！忍者聯軍！                       | 彦久保雅博                   | 石井久志                   | 石井久志            | 容洪 石崎裕子                                               | 金塚泰彦            | 掌控九尾與因果的邂逅之章3 （2012年12月5日發售）            |
| 4月5日                             | 257          | 477          | 相遇                                   | 武上純希                     | 河合滋樹                   | 佐藤真二            | 冨澤佳也乃                                                  | -                   | 特別篇～宿命的兩人～ （2012年9月5日發售）                  |
| 4月12日                            | 258          | 478          | 對手                                   | 武上純希                     | 福田皖                     | 福田皖              | Eum.lk-Hyun                                                 | -                   | 特別篇～宿命的兩人～ （2012年9月5日發售）                  |
| 4月19日                            | 259          | 479          | 龜裂                                   | 武上純希                     | 阿部記之                   | 佐藤真二            | 堀越久美子                                                  | -                   | 特別篇～宿命的兩人～ （2012年9月5日發售）                  |
| 4月26日                            | 260          | 480          | 離別                                   | 千葉克彦                     | 小野田雄亮                 | 菅井嘉浩            | 吉沼裕美                                                    | -                   | 特別篇～宿命的兩人～ （2012年9月5日發售）                  |
| 5月3日                             | 261          | 481          | 為了朋友                               | 彦久保雅博                   | 堀内直樹                   | 細田雅弘            | 桜井このみ 高橋直樹                                         | -                   | 掌控九尾與因果的邂逅之章3                                  |
| 5月10日                            | 262          | 482          | 開戰                                   | 吉田伸                       | 熊谷雅晃                   | 香川豊              | 甲田正行                                                    | -                   | 掌控九尾與因果的邂逅之章4 （2013年1月9日發售）             |
| 5月17日                            | 263          | 483          | 祭與信                                 | 吉田伸                       | 石井久志                   | 石井久志            | 容洪 石崎裕子 阿部弘樹                                      | 徳田夢之介          | 掌控九尾與因果的邂逅之章4 （2013年1月9日發售）             |
| 5月24日                            | 264          | 484          | 穢土轉生的秘密                         | 鈴木康之                     | 福田皖                     | 福田皖              | Eum.lk-Hyun                                                 | -                   | 掌控九尾與因果的邂逅之章4 （2013年1月9日發售）             |
| 5月31日                            | 265          | 485          | 與宿敵重逢                             | 吉田伸                       | 小野田雄亮                 | 菅井嘉浩            | 岩田幸子                                                    | -                   | 掌控九尾與因果的邂逅之章4 （2013年1月9日發售）             |
| 6月7日                             | 266          | 486          | 最初的對手與最後的對手                 | 吉田伸                       | 岸川寛良                   | 岸川寛良            | 冨澤佳也乃                                                  | -                   | 掌控九尾與因果的邂逅之章5 （2013年2月6日發售）             |
| 6月21日                            | 267          | 487          | 木葉的天才軍師                         | 彦久保雅博                   | 高山秀樹                   | 香川豊              | 平田賢一 古矢好ニ                                           | 徳田夢之介          | 掌控九尾與因果的邂逅之章5 （2013年2月6日發售）             |
| 6月28日                            | 268          | 488          | 各自的激戰！！                         | 彦久保雅博                   | 石井久志                   | 石井久志            | 容洪 石崎裕子 阿部弘樹                                      | -                   | 掌控九尾與因果的邂逅之章5 （2013年2月6日發售）             |
| 7月5日                             | 269          | 489          | 不能說的話                             | 彦久保雅博                   | 小野勝巳                   | 福田皖              | Chang.Bum-Chul Hue.Hye-Jung Park.Hong-Kun                   | -                   | 掌控九尾與因果的邂逅之章5 （2013年2月6日發售）             |
| 7月19日                            | 270          | 490          | 金色的羈絆                             | 彦久保雅博                   | 河合滋樹                   | 濁川敦              | 甲田正行                                                    | -                   | 掌控九尾與因果的邂逅之章5 （2013年2月6日發售）             |
| 7月26日                            | 271          | 491          | 小櫻的道路                             | 宮田由佳                     | 小野田雄亮                 | 香川豊 小柴純弥     | 徳倉榮一 岩田幸子                                           | -                   | 掌控九尾與因果的邂逅之章6 （2013年3月6日發售）             |
| 8月2日                             | 272          | 492          | 三船對半藏                             | 千葉克彦                     | 冨永恒雄                   | 阿部記之            | 阿部弘樹 Shin.Min-Seop Lee.Boo-Hee                          | ウクレレ善似郎      | 掌控九尾與因果的邂逅之章6 （2013年3月6日發售）             |
| 8月9日                             | 273          | 493          | 真正的溫柔                             | 鈴木康之                     | 岸川寛良                   | 岸川寛良            | 冨澤佳也乃                                                  | -                   | 掌控九尾與因果的邂逅之章6 （2013年3月6日發售）             |
| 8月9日                             | 274          | 494          | 完美的豬鹿蝶！！                       | 鈴木康之                     | 福田皖                     | 福田皖              | Eum.lk-Hyun                                                 | -                   | 掌控九尾與因果的邂逅之章6 （2013年3月6日發售）             |
| 8月16日                            | 275          | 495          | 心中的信                               | 吉田伸                       | 熨斗谷充孝                 | 小柴純弥            | Shin.Min-Seop 石崎裕子 吉田秀之                             | ウクレレ善似郎      | 掌控九尾與因果的邂逅之章6 （2013年3月6日發售）             |
| 忍刀七人眾之章                     |              |              |                                        |                              |                            |                     |                                                             |                     |                                                            |
| 2012年 8月23日                     | 276          | 496          | 外道魔像的來襲                         | 千葉克彦                     | 高山秀樹                   | 佐藤真二            | 洪範錫                                                      | ウクレレ善似郎      | 忍刀七人眾之章1 （2013年4月3日發售）                       |
| 8月30日                            | 277          | 497          | 和解之印                               | 彦久保雅博                   | 熊谷雅晃                   | 小柴純弥            | 甲田正行                                                    | -                   | 忍刀七人眾之章1 （2013年4月3日發售）                       |
| 9月6日                             | 278          | 498          | 被狙擊的醫療忍者                       | 鈴木康之                     | 冨永恒雄                   | 石井久志            | 阿部弘樹 Shin.Min-Seop 石崎裕子                             | 朝井聖子            | 忍刀七人眾之章1 （2013年4月3日發售）                       |
| 9月13日                            | 279          | 499          | 白絕的陷阱                             | 吉田伸                       | 小野田雄亮                 | 斉藤哲人            | 横田守                                                      | -                   | 忍刀七人眾之章1 （2013年4月3日發售）                       |
| 9月20日                            | 280          | 500          | 藝術家的美學                           | 千葉克彦                     | 河合滋樹                   | 香川豊              | 大西雅也                                                    | -                   | 忍刀七人眾之章1 （2013年4月3日發售）                       |
| 9月27日                            | 281          | 501          | 媽媽聯合軍！！                         | 鈴木康之                     | 福田皖                     | 福田皖              | Eum.lk-Hyun                                                 | -                   | 忍刀七人眾之章2 （2013年5月1日發售）                       |
| 10月4日                            | 282          | 502          | 秘話・最強組合！                       | 彦久保雅博                   | 石井久志                   | 石井久志            | Shin.Min-Seop 石崎裕子                                      | ウクレレ善似郎      | 忍刀七人眾之章2 （2013年5月1日發售）                       |
| 10月11日                           | 283          | 503          | 兩個太陽！！                           | 彦久保雅博                   | 中川淳                     | 小柴純弥            | 洪範錫                                                      | 金塚泰彦            | 忍刀七人眾之章2 （2013年5月1日發售）                       |
| 10月18日                           | 284          | 504          | 兜割！通草野餌人                       | 武上純希                     | 岸川寛良                   | 岸川寛良            | 冨澤佳也乃                                                  | -                   | 忍刀七人眾之章2 （2013年5月1日發售）                       |
| 10月25日                           | 285          | 505          | 灼遁忍者！砂隠的羽藏                   | 千葉克彦                     | 熊谷雅晃                   | 熊谷雅晃            | 堀越久美子                                                  | -                   | 忍刀七人眾之章3 （2013年6月5日發售）                       |
| 11月1日                            | 286          | 506          | 無法挽回的東西                         | 武上純希                     | 熨斗谷充孝                 | 佐藤真二            | 阿部弘樹 Shin.Min-Seop 石崎裕子                             | ウクレレ善似郎      | 忍刀七人眾之章3 （2013年6月5日發售）                       |
| 11月1日                            | 287          | 507          | 值得一賭之人                           | 武上純希                     | 佐佐木純人                 | 佐藤真二            | 横田守                                                      | -                   | 忍刀七人眾之章3 （2013年6月5日發售）                       |
| 11月8日                            | 288          | 508          | 威脅 甚八與串丸的組合！                | 彦久保雅博                   | 福田皖                     | 福田皖              | Eum.lk-Hyun                                                 | -                   | 忍刀七人眾之章3 （2013年6月5日發售）                       |
| 11月15日                           | 289          | 509          | 雷刀!! 林檎雨由利                      | 吉田伸                       | 井端義秀                   | 石井久志            | 阿部弘樹 Shin.Min-Seop Lee.Boo-Hee 石崎裕子                 | ウクレレ善似郎      | 忍刀七人眾之章3 （2013年6月5日發售）                       |
| 特別篇 力-Chikara-                 |              |              |                                        |                              |                            |                     |                                                             |                     |                                                            |
| 2012年 11月22日                    | 290          | 510          | 力量－Chikara－ episode 1              | 黒津安明                     | 黒津安明                   | 黒津安明            | 鈴木博文                                                    | -                   | 特別編 力－Chikara－ 黒 （2013年7月3日發售）               |
| 11月29日                           | 291          | 511          | 力量－Chikara－ episode 2              | 黒津安明                     | 熊谷雅晃 櫻井親良 黒津安明 | 黒津安明 須磨雅人   | 千葉崇洋 堀越久美子 鈴木博文 岡崎洋美                       | -                   | 特別編 力－Chikara－ 黒 （2013年7月3日發售）               |
| 12月6日                            | 292          | 512          | 力量－Chikara－ episode 3              | 黒津安明                     | 山下祐                     | 山下祐              | 金塚泰彦 大西雅也                                           | -                   | 特別編 力－Chikara－ 黒 （2013年7月3日發售）               |
| 12月13日                           | 293          | 513          | 力量－Chikara－ episode 4              | 黒津安明                     | 黒津安明                   | 黒津安明            | 黒津安明 田中比呂人                                         | -                   | 特別編 力－Chikara－ 白 （2013年8月7日發售）               |
| 12月20日                           | 294          | 514          | 力量－Chikara－ episode 5              | 黒津安明                     | 水野和則                   | 水野和則            | 鈴木博文 甲田正行                                           | -                   | 特別編 力－Chikara－ 白 （2013年8月7日發售）               |
| 2013年 1月10日                     | 295          | 515          | 力量－Chikara－ episode Final          | 黒津安明                     | 黒津安明                   | 黒津安明            | 山下宏幸 松本顕吾 田中比呂人 鈴木博文                       | -                   | 特別編 力－Chikara－ 白 （2013年8月7日發售）               |
| 忍界大戰·來自另一世界的攻擊者      |              |              |                                        |                              |                            |                     |                                                             |                     |                                                            |
| 2013年 1月17日                     | 296          | 516          | 鳴人參戰！                             | 鈴木康之                     | 中川淳                     | 佐藤真二            | 洪範錫                                                      | ウクレレ善似郎      | 忍界大戰・來自遠方的攻擊者1 （2013年9月4日發售）           |
| 1月24日                            | 297          | 517          | 父親的心意、母親的愛                   | 吉田伸                       | 熨斗谷充孝                 | 香川豊              | 阿部弘樹 Shin.Min-Seop 石崎裕子                             | 金塚泰彦            | 忍界大戰・來自遠方的攻擊者1 （2013年9月4日發售）           |
| 1月31日                            | 298          | 518          | 狹路相逢!!鳴人VS鼬                     | 鈴木康之                     | 佐佐木純人                 | 小柴純弥            | 横田守 岩田幸子 徳倉榮一 嘉村弘之                           | ウクレレ善似郎      | 忍界大戰・來自遠方的攻擊者1 （2013年9月4日發售）           |
| 2月7日                             | 299          | 519          | 被認同的人                             | 鈴木康之                     | 高橋英俊                   | 稲垣隆行            | Eum.lk-Hyun                                                 | -                   | 忍界大戰・來自遠方的攻擊者1 （2013年9月4日發售）           |
| 2月14日                            | 300          | 520          | 水影、蜃與海市蜃樓                     | 千葉克彦                     | 河合滋樹                   | 佐藤真二            | 大西雅也                                                    | -                   | 忍界大戰・來自遠方的攻擊者2 （2013年10月2日發售）          |
| 2月21日                            | 301          | 521          | 矛盾                                   | 彦久保雅博                   | 石井久志                   | 石井久志            | 阿部弘樹 Shin.Min-Seop 石崎裕子                             | 金塚泰彦            | 忍界大戰・來自遠方的攻擊者2 （2013年10月2日發售）          |
| 2月28日                            | 302          | 522          | 恐怖・蒸危暴威                         | 武上純希                     | 岸川寛良                   | 福島宏之            | 堀越久美子                                                  | -                   | 忍界大戰・來自遠方的攻擊者2 （2013年10月2日發售）          |
| 3月7日                             | 303          | 523          | 過去的亡靈                             | 彦久保雅博                   | 白川巨椋                   | 福島宏之            | 甲田正行                                                    | -                   | 忍界大戰・來自遠方的攻擊者2 （2013年10月2日發售）          |
| 3月14日                            | 304          | 524          | 黃泉轉身之術                           | 彦久保雅博                   | 井端義秀                   | 佐藤真二            | Shin.Min-Seop 石崎裕子                                      | 金塚泰彦            | 忍界大戰・來自遠方的攻擊者3 （2013年11月6日發售）          |
| 3月21日                            | 305          | 525          | 復仇者                                 | 彦久保雅博                   | 中川淳                     | 中山奈緒美          | 古矢好ニ 平田賢一 Jang.Min-Ho                               | 堀越久美子          | 忍界大戰・來自遠方的攻擊者3 （2013年11月6日發售）          |
| 3月28日                            | 306          | 526          | 心眼                                   | 吉田伸                       | 河合滋樹                   | 佐藤真二 河合滋樹   | 冨澤佳也乃 大西雅也                                         | -                   | 忍界大戰・來自遠方的攻擊者3 （2013年11月6日發售）          |
| 4月4日                             | 307          | 527          | 消逝於月光中                           | 宮田由佳                     | 佐佐木純人                 | 佐佐木純人 菅井嘉浩 | 吉岡美帆                                                    | 金塚泰彦            | 忍界大戰・來自遠方的攻擊者3 （2013年11月6日發售）          |
| 4月11日                            | 308          | 528          | 新月之夜                               | 宮田由佳                     | 高橋英俊                   | 福島宏之            | Eum.lk-Hyun                                                 | -                   | 忍界大戰・來自遠方的攻擊者4 （2013年12月4日發售）          |
| 4月18日                            | 309          | 529          | A級任務、御膳比賽                      | 千葉克彦                     | 熨斗谷充孝                 | 熨斗谷充孝 香川豊   | Shin.Min-Seop 石崎裕子                                      | ウクレレ善似郎      | 忍界大戰・來自遠方的攻擊者4 （2013年12月4日發售）          |
| 4月25日                            | 310          | 530          | 城池陷落                               | 千葉克彦                     | 熊谷雅晃                   | 熊谷雅晃            | 金塚泰彦 朝井聖子                                           | -                   | 忍界大戰・來自遠方的攻擊者4 （2013年12月4日發售）          |
| 5月2日                             | 311          | 531          | 《忍者之路》序章                       | 宮田由佳                     | 白川巨椋                   | 白川巨椋            | 松本顕吾                                                    | -                   | 忍界大戰・來自遠方的攻擊者4 （2013年12月4日發售）          |
| 5月9日                             | 312          | 532          | 老人與龍之眼                           | 田中秀人                     | 堀内直樹                   | 香川豊              | 石之博和 高橋直樹 小川一郎                                  | 堀越久美子          | 忍界大戰・來自遠方的攻擊者5 （2014年1月8日發售）           |
| 5月16日                            | 313          | 533          | 雨後下雪，時而打雷                     | 鈴木康之                     | 岸川寛良                   | 福島宏之            | 大西雅也                                                    | -                   | 忍界大戰・來自遠方的攻擊者5 （2014年1月8日發售）           |
| 5月23日                            | 314          | 534          | 悲傷的太陽雨                           | 鈴木康之                     | 臼井文明                   | 香川豊              | 古矢好ニ 平田賢一 Jang.Min-Ho                               | 金塚泰彦            | 忍界大戰・來自遠方的攻擊者5 （2014年1月8日發售）           |
| 5月30日                            | 315          | 535          | 惜別之雪                               | 鈴木康之                     | 石井久志                   | 石井久志            | Shin.Min-Seop 阿部弘樹 石崎裕子                             | ウクレレ善似郎      | 忍界大戰・來自遠方的攻擊者5 （2014年1月8日發售）           |
| 6月6日                             | 316          | 536          | 穢土轉生聯合軍！！                     | 千葉克彦                     | 佐佐木純人                 | 福島宏之            | 吉岡美帆                                                    | 金塚泰彦            | 忍界大戰・來自遠方的攻擊者6 （2014年2月5日發售）           |
| 6月13日                            | 317          | 537          | 志乃VS斗留音！！                       | 千葉克彦                     | 河合滋樹                   | 若林厚史            | 堀越久美子                                                  | -                   | 忍界大戰・來自遠方的攻擊者6 （2014年2月5日發售）           |
| 6月20日                            | 318          | 538          | 心中的空洞、另一名祭品之力             | 吉田伸                       | 西村博昭                   | 菱川直樹            | Eum.lk-Hyun                                                 | -                   | 忍界大戰・來自遠方的攻擊者6 （2014年2月5日發售）           |
| 6月27日                            | 319          | 539          | 寄宿在傀儡裡的靈魂                     | 彦久保雅博                   | 水野和則                   | 水野和則            | 甲田正行                                                    | -                   | 忍界大戰・來自遠方的攻擊者6 （2014年2月5日發售）           |
| 7月4日                             | 320          | 540          | 奔跑吧重                               | 鈴木康之                     | 佐藤和磨                   | 福島宏之            | Shin.Min-Seop 石崎裕子 阿部弘樹                             | 金塚泰彦            | 忍界大戰・來自遠方的攻擊者6 （2014年2月5日發售）           |
| 忍界大戰·佐助與鼬                  |              |              |                                        |                              |                            |                     |                                                             |                     |                                                            |
| 2013年 7月18日                     | 321          | 541          | 增援到達                               | 千葉克彦                     | 堀内直樹                   | 香川豊              | 高橋直樹 寺澤伸介 小川一郎                                  | ウクレレ善似郎      | 忍界大戰・佐助與鼬1 （2014年3月4日發售）                   |
| 7月25日                            | 322          | 542          | 宇智波斑                               | 吉田伸                       | 山下宏幸                   | 山下宏幸            | 山下宏幸                                                    | -                   | 忍界大戰・佐助與鼬1 （2014年3月4日發售）                   |
| 8月1日                             | 323          | 543          | 五影集結…!!                            | 宮田由佳                     | 菅井嘉浩                   | 福島宏之            | 半田大貴                                                    | 金塚泰彦            | 忍界大戰・佐助與鼬1 （2014年3月4日發售）                   |
| 8月8日                             | 324          | 544          | 沒破裂的面具、破裂的肥皂泡             | 武上純希                     | 熊谷雅晃                   | 熊谷雅晃            | 大西雅也                                                    | -                   | 忍界大戰・佐助與鼬1 （2014年3月4日發售）                   |
| 8月15日                            | 325          | 545          | 祭品之力VS祭品之力！！                 | 鈴木康之                     | 石井久志                   | 石井久志            | Shin.Min-Seop 石崎裕子                                      | ウクレレ善似郎      | 忍界大戰・佐助與鼬2 （2014年4月2日發售）                   |
| 8月22日                            | 326          | 546          | 四尾・仙猿之王                         | 千葉克彦                     | 中山奈緒美                 | 岸川寛良            | 堀越久美子                                                  | -                   | 忍界大戰・佐助與鼬2 （2014年4月2日發售）                   |
| 8月29日                            | 327          | 547          | 九尾                                   | 宮田由佳                     | 西村博昭                   | 香川豊              | Eum.lk-Hyun                                                 | -                   | 忍界大戰・佐助與鼬2 （2014年4月2日發售）                   |
| 8月29日                            | 328          | 548          | 九喇嘛                                 | 宮田由佳                     | 河合滋樹                   | 福島宏之            | 一之瀨結梨 山口杏奈                                         | 金塚泰彦            | 忍界大戰・佐助與鼬2 （2014年4月2日發售）                   |
| 9月5日                             | 329          | 549          | 二人一組                               | 吉田伸                       | 白川巨椋                   | 黒川智之            | 甲田正行                                                    | -                   | 忍界大戰・佐助與鼬3 （2014年5月7日發售）                   |
| 9月12日                            | 330          | 550          | 勝利的預言                             | 彦久保雅博                   | 富永慎雄                   | 石井久志            | Shin.Min-Seop 石崎裕子                                      | ウクレレ善似郎      | 忍界大戰・佐助與鼬3 （2014年5月7日發售）                   |
| 9月19日                            | 331          | 551          | 望穿黑暗的眼睛                         | 千葉克彦                     | 堀内直樹                   | 香川豊              | 高橋直樹                                                    | 金塚泰彦            | 忍界大戰・佐助與鼬3 （2014年5月7日發售）                   |
| 9月26日                            | 332          | 552          | 石的意志                               | 鈴木康之                     | 熊谷雅晃                   | 福島宏之            | 大西雅也                                                    | -                   | 忍界大戰・佐助與鼬3 （2014年5月7日發售）                   |
| 10月3日                            | 333          | 553          | 穢土轉生的風險                         | 吉田伸                       | 石井しげる                 | 佐藤真二            | 半田大貴                                                    | ウクレレ善似郎      | 忍界大戰・佐助與鼬4 （2014年7月2日發售）                   |
| 10月10日                           | 334          | 554          | 兄弟聯手作戰                           | 千葉克彦                     | 白川巨椋                   | 斉藤哲人            | 堀越久美子                                                  | -                   | 忍界大戰・佐助與鼬4 （2014年7月2日發售）                   |
| 10月24日                           | 335          | 555          | 雙方的木葉                             | 鈴木康之                     | 熨斗谷充孝                 | 石井久志            | Shin.Min-Seop 石崎裕子                                      | 金塚泰彦            | 忍界大戰・佐助與鼬4 （2014年7月2日發售）                   |
| 10月31日                           | 336          | 556          | 藥師兜                                 | 彦久保雅博                   | 河合滋樹                   | 香川豊              | 甲田正行                                                    | -                   | 忍界大戰・佐助與鼬4 （2014年7月2日發售）                   |
| 11月7日                            | 337          | 557          | 發動・伊邪那美                         | 彦久保雅博                   | 西村博昭                   | 西村博昭            | Eum.lk-Hyun                                                 | -                   | 忍界大戰・佐助與鼬5 （2014年7月2日發售）                   |
| 11月14日                           | 338          | 558          | 伊邪那岐與伊邪那美                     | 彦久保雅博                   | 白川巨椋                   | 福島宏之            | 一之瀨結梨 朝井聖子                                         | -                   | 忍界大戰・佐助與鼬5 （2014年7月2日發售）                   |
| 11月21日                           | 339          | 559          | 我一直都深愛著你                       | 宮田由佳                     | 濁川敦                     | 佐藤真二            | 大西雅也 堀越久美子                                         | -                   | 忍界大戰・佐助與鼬5 （2014年7月2日發售）                   |
| 11月28日                           | 340          | 560          | 穢土轉生・解                           | 千葉克彦                     | 西詠仔                     | 石井久志            | Shin.Min-Seop 石崎裕子                                      | 金塚泰彦            | 忍界大戰・佐助與鼬5 （2014年7月2日發售）                   |
| 12月5日                            | 341          | 561          | 復活！大蛇丸                           | 鈴木康之                     | 堀内直樹                   | 福島宏之            | 高橋直樹 鈴木信一                                           | ウクレレ善似郎      | 忍界大戰・佐助與鼬6 （2014年8月6日發售）                   |
| 12月12日                           | 342          | 562          | 時空間忍術的秘密                       | 吉田伸                       | 熊谷雅晃                   | 熊谷雅晃            | 津曲大介 山口杏奈                                           | -                   | 忍界大戰・佐助與鼬6 （2014年8月6日發售）                   |
| 12月19日                           | 343          | 563          | 你到底是何方神聖！！                   | 彦久保雅博                   | 岩田和也                   | 佐藤真二            | 半田大貴                                                    | 金塚泰彦            | 忍界大戰・佐助與鼬6 （2014年8月6日發售）                   |
| 2014年 1月9日                      | 344          | 564          | 帶人和斑                               | 鈴木康之                     | 白川巨椋                   | 福島宏之            | 堀越久美子                                                  | -                   | 忍界大戰・佐助與鼬6 （2014年8月6日發售）                   |
| 1月16日                            | 345          | 565          | 我就在地獄中                           | 千葉克彦                     | 山下宏幸                   | 山下宏幸            | 山下宏幸                                                    | -                   | 忍界大戰・佐助與鼬7 （2014年9月3日發售）                   |
| 1月23日                            | 346          | 566          | 夢境世界                               | 吉田伸                       | 西詠仔                     | 石井久志            | Shin.Min-Seop 石崎裕子                                      | ウクレレ善似郎      | 忍界大戰・佐助與鼬7 （2014年9月3日發售）                   |
| 1月23日                            | 347          | 567          | 偷偷接近的黑影                         | 吉田伸                       | 関野関十                   | 佐藤真二            | Eum.lk-Hyun                                                 | -                   | 忍界大戰・佐助與鼬7 （2014年9月3日發售）                   |
| 1月30日                            | 348          | 568          | 新生・「曉」”                          | 吉田伸                       | 濁川敦                     | 濁川敦              | 堀越久美子 大西雅也                                         | -                   | 忍界大戰・佐助與鼬7 （2014年9月3日發售）                   |
| 卡卡西暗部篇～活在黑暗世界的忍者～ |              |              |                                        |                              |                            |                     |                                                             |                     |                                                            |
| 2014年 2月6日                      | 349          | 569          | 掩飾內心的面具                         | 武上純希                     | 堀内直樹                   | 福島宏之            | 高橋直樹 鈴木信一                                           | 金塚泰彦            | 卡卡西暗部篇〜活在黑暗世界的忍者〜1 （2014年10月1日發售）  |
| 2月13日                            | 350          | 570          | 湊之死                                 | 武上純希                     | 黒瀬大輔                   | 増田敏彦            | 朝井聖子                                                    | -                   | 卡卡西暗部篇〜活在黑暗世界的忍者〜1 （2014年10月1日發售）  |
| 2月20日                            | 351          | 571          | 柱間細胞                               | 武上純希                     | 岩田和也                   | 斉藤哲人            | 半田大貴                                                    | -                   | 卡卡西暗部篇〜活在黑暗世界的忍者〜1 （2014年10月1日發售）  |
| 2月27日                            | 352          | 572          | 叛逃忍者・大蛇丸                       | 鈴木康之                     | 岩田義彦                   | 石井久志            | Shin.Min-Seop 石崎裕子                                      | 金塚泰彦            | 卡卡西暗部篇〜活在黑暗世界的忍者〜1 （2014年10月1日發售）  |
| 3月6日                             | 353          | 573          | 大蛇丸的試驗體                         | 鈴木康之                     | 熊谷雅晃                   | 熊谷雅晃            | 山下宏幸                                                    | -                   | 卡卡西暗部篇〜活在黑暗世界的忍者〜2 （2014年11月5日發售）  |
| 3月6日                             | 354          | 574          | 各自的道路                             | 鈴木康之                     | 菱川直樹                   | 高木弘樹            | Eum.Ik-Hyun                                                 | -                   | 卡卡西暗部篇〜活在黑暗世界的忍者〜2 （2014年11月5日發售）  |
| 3月13日                            | 355          | 575          | 被盯上的寫輪眼                         | 千葉克彦                     | 堀内直樹                   | 福島宏之            | 高橋直樹 川口弘明                                           | -                   | 卡卡西暗部篇〜活在黑暗世界的忍者〜2 （2014年11月5日發售）  |
| 3月20日                            | 356          | 576          | 木葉的忍者                             | 千葉克彦                     | 水野和則                   | 水野和則            | 大西雅也 堀越久美子                                         | -                   | 卡卡西暗部篇〜活在黑暗世界的忍者〜2 （2014年11月5日發售）  |
| 4月3日                             | 357          | 577          | 暗部的宇智波                           | 千葉克彦                     | 鈴木拓磨                   | 斉藤哲人            | Shin.Min-Seop 石崎裕子                                      | 金塚泰彦            | 卡卡西暗部篇〜活在黑暗世界的忍者〜3 （2014年12月3日發售）  |
| 4月10日                            | 358          | 578          | 政變                                   | 千葉克彦                     | 濁川敦                     | 濁川敦              | 朝井聖子 一之瀨結梨                                         | -                   | 卡卡西暗部篇〜活在黑暗世界的忍者〜3 （2014年12月3日發售）  |
| 4月17日                            | 359          | 579          | 慘劇之夜                               | 千葉克彦                     | 服部福太郎                 | 福島宏之            | 半田大貴 徳倉榮一                                           | -                   | 卡卡西暗部篇〜活在黑暗世界的忍者〜3 （2014年12月3日發售）  |
| 4月24日                            | 360          | 580          | 擔當上忍                               | 彦久保雅博                   | 黒瀬大輔                   | 佐藤真二            | 山下宏幸 大西雅也                                           | -                   | 卡卡西暗部篇〜活在黑暗世界的忍者〜3 （2014年12月3日發售）  |
| 5月8日                             | 361          | 581          | 第七班                                 | 彦久保雅博                   | 山田雅之                   | 斉藤哲人            | Eum.Ik-Hyun                                                 | -                   | 卡卡西暗部篇〜活在黑暗世界的忍者〜3 （2014年12月3日發售）  |
| 忍界大戰·第七班重聚                |              |              |                                        |                              |                            |                     |                                                             |                     |                                                            |
| 2014年 5月15日                     | 362          | 582          | 卡卡西的決心                           | 武上純希                     | 鈴木拓磨                   | 石井久志            | Shin.Min-Seop 石崎裕子                                      | 金塚泰彦            | 忍界大戰・第七班重新聚首1 （2015年1月7日發售）             |
| 5月22日                            | 363          | 583          | 忍者聯軍之術！                         | 田中秀人                     | 拙者五郎                   | 拙者五郎            | 小柳達也                                                    | -                   | 忍界大戰・第七班重新聚首1 （2015年1月7日發售）             |
| 6月5日                             | 364          | 584          | 緊密相連的人們                         | 吉田伸                       | 熊谷雅晃                   | 熊谷雅晃            | 堀越久美子                                                  | -                   | 忍界大戰・第七班重新聚首1 （2015年1月7日發售）             |
| 6月12日                            | 365          | 585          | 暗地活躍的人們                         | 千葉克彦                     | 堀内直樹                   | 佐藤真二            | 高橋直樹 鈴木信一                                           | -                   | 忍界大戰・第七班重新聚首1 （2015年1月7日發售）             |
| 6月19日                            | 366          | 586          | 知道一切的人們                         | 彦久保雅博                   | 白川巨椋                   | 佐藤真二            | 朝井聖子                                                    | -                   | 忍界大戰・第七班重新聚首2 （2015年2月4日發售）             |
| 7月3日                             | 367          | 587          | 柱間與斑                               | 吉田伸                       | 岩田和也                   | 福島宏之            | 徳倉榮一                                                    | -                   | 忍界大戰・第七班重新聚首2 （2015年2月4日發售）             |
| 7月10日                            | 368          | 588          | 戰國時代                               | 吉田伸                       | 濁川敦                     | 濁川敦              | 一之瀨結梨 大西雅也                                         | -                   | 忍界大戰・第七班重新聚首2 （2015年2月4日發售）             |
| 7月24日                            | 369          | 589          | 真正的夢想                             | 彦久保雅博                   | 岩田義彦                   | 石井久志            | Shin.Min-Seop 石崎裕子                                      | -                   | 忍界大戰・第七班重新聚首2 （2015年2月4日發售）             |
| 7月31日                            | 370          | 590          | 佐助的答案                             | 彦久保雅博                   | 柳屋圭宏                   | 佐藤真二            | 堀越久美子                                                  | -                   | 忍界大戰・第七班重新聚首3 （2015年3月4日發售）             |
| 8月7日                             | 371          | 591          | 空洞                                   | 千葉克彦                     | 山田雅之                   | 福島宏之            | Eum.Ik-Hyun                                                 | -                   | 忍界大戰・第七班重新聚首3 （2015年3月4日發售）             |
| 8月14日                            | 372          | 592          | 填補空洞的材料                         | 千葉克彦 宮田由佳            | 熊谷雅晃                   | 佐藤真二            | 星空キララ                                                  | -                   | 忍界大戰・第七班重新聚首3 （2015年3月4日發售）             |
| 2014年 8月21日                     | 373          | 593          | 第七班集結！！                         | 宮田由佳                     | 鈴木拓磨                   | 石井久志            | Shin.Min-Seop 石崎裕子                                      | 金塚泰彦            | 忍界大戰・宇智波帶土1 （2015年4月1日發售）                 |
| 8月28日                            | 374          | 594          | 新的三足鼎立                           | 鈴木康之                     | 堀内直樹                   | 福島宏之            | 高橋直樹 鈴木信一                                           | -                   | 忍界大戰・宇智波帶土1 （2015年4月1日發售）                 |
| 9月4日                             | 375          | 595          | 卡卡西VS帶人                           | 鈴木康之 吉田伸              | 山下宏幸                   | 山下宏幸            | 山下宏幸                                                    | -                   | 忍界大戰・宇智波帶土1 （2015年4月1日發售）                 |
| 9月11日                            | 376          | 596          | 九尾搶奪指令                           | 鈴木康之                     | 岩田和也                   | 佐藤真二            | 徳倉榮一 半田大貴                                           | -                   | 忍界大戰・第七班重新聚首3                                  |
| 9月11日                            | 377          | 597          | 鳴人VS機器鳴人                         | 鈴木康之                     | 白川巨椋                   | 佐藤真二            | 一之瀨結梨 大西雅也                                         | -                   | 忍界大戰・第七班重新聚首3                                  |
| 忍界大戰·宇智波帶土                |              |              |                                        |                              |                            |                     |                                                             | -                   |                                                            |
| 9月18日                            | 378          | 598          | 十尾的祭品之力                         | 吉田伸                       | 鈴木拓磨                   | 福島宏之            | Shin.Min-Seop 石崎裕子                                      | -                   | 忍界大戰・宇智波帶土1                                      |
| 9月25日                            | 379          | 599          | 突破口                                 | 千葉克彦                     | 濁川敦                     | 濁川敦              | 堀越久美子                                                  | -                   | 忍界大戰・宇智波帶土2 （2015年5月13日發售）                |
| 10月2日                            | 380          | 600          | 鳴人誕生的日子                         | 鈴木康之                     | 山田雅之                   | 佐藤真二            | Eum.Ik-Hyun                                                 | -                   | 忍界大戰・宇智波帶土2 （2015年5月13日發售）                |
| 10月9日                            | 381          | 601          | 神樹                                   | 宮田由佳                     | 柳屋圭宏                   | 神谷純              | 朝井聖子 ウクレレ善似郎                                     | -                   | 忍界大戰・宇智波帶土2 （2015年5月13日發售）                |
| 10月16日                           | 382          | 602          | 忍者的夢想                             | 彦久保雅博                   | 鈴木拓磨                   | 石井久志            | Shin.Min-Seop 石崎裕子                                      | -                   | 忍界大戰・宇智波帶土2 （2015年5月13日發售）                |
| 10月23日                           | 383          | 603          | 追尋希望                               | 千葉克彦                     | 熊谷雅晃                   | 福島宏之            | 小柳達也 一之瀨結梨 堀越久美子                              | -                   | 忍界大戰・宇智波帶土3 （2015年6月3日發售）                 |
| 10月30日                           | 384          | 604          | 被同伴填滿的心                         | 鈴木康之                     | 堀内直樹                   | 増田敏彦            | 高橋直樹 鈴木信一                                           | -                   | 忍界大戰・宇智波帶土3 （2015年6月3日發售）                 |
| 11月6日                            | 385          | 605          | 宇智波帶土                             | 武上純希 吉田伸              | 白川巨椋                   | 白川巨椋            | 久高司郎 大西雅也                                           | -                   | 忍界大戰・宇智波帶土3 （2015年6月3日發售）                 |
| 11月13日                           | 386          | 606          | 好好看著你                             | 武上純希 吉田伸              | 岩田和也                   | 岩田和也            | 半田大貴                                                    | -                   | 忍界大戰・宇智波帶土3 （2015年6月3日發售）                 |
| 11月20日                           | 387          | 607          | 已實現的諾言…                          | 宮田由佳                     | 濁川敦                     | 濁川敦              | 田中千幸                                                    | -                   | 忍界大戰・宇智波帶土4 （2015年7月1日發售）                 |
| 11月27日                           | 388          | 608          | 最初的朋友                             | 彦久保雅博                   | 岩田義彦                   | 佐藤真二            | Shin.Min-Seop 石崎裕子                                      | -                   | 忍界大戰・宇智波帶土4 （2015年7月1日發售）                 |
| 12月4日                            | 389          | 609          | 憧憬的姐姐                             | 宮田由佳                     | 小平麻紀                   | 小平麻紀            | 堀越久美子                                                  |                     | 忍界大戰・宇智波帶土4 （2015年7月1日發售）                 |
| 12月4日                            | 390          | 610          | 花火的決心                             | 宮田由佳                     | 村山靖                     | 福島宏之            | 林隆祥 阿部弘樹 粟井重紀 Shin.Hae-Ran                       | 金塚泰彦            | 忍界大戰・宇智波帶土4 （2015年7月1日發售）                 |
| 12月11日                           | 391          | 611          | 宇智波斑襲來                           | 鈴木康之                     | 熊谷雅晃                   | 熊谷雅晃            | 一之瀨結梨 津曲大介                                         | -                   | 忍界大戰・宇智波帶土5 （2015年8月5日發售）                 |
| 12月18日                           | 392          | 612          | 內心                                   | 千葉克彦                     | 山田雅之                   | 佐藤真二            | Eum.Ik-Hyun                                                 | -                   | 忍界大戰・宇智波帶土5 （2015年8月5日發售）                 |
| 12月25日                           | 393          | 613          | 真正的終結                             | 吉田伸                       | 白川巨椋                   | 福島宏之            | 大西雅也 戸田麻衣                                           | -                   | 忍界大戰・宇智波帶土5 （2015年8月5日發售）                 |
| 鳴人的背影～夥伴的軌跡～           |              |              |                                        |                              |                            |                     |                                                             |                     |                                                            |
| 2015年 1月8日                      | 394          | 614          | 新的中忍考試                           | 武上純希                     | 堀内直樹                   | 福島宏之            | 高橋直樹 鈴木信一                                           | 金塚泰彦            | 鳴人的背影 〜夥伴的軌跡 〜1 （2015年9月7日發售）           |
| 1月15日                            | 395          | 615          | 中忍考試開始！                         | 武上純希                     | 守泰佑                     | 増田敏彦            | 田中千幸 前田義宏                                           | -                   | 鳴人的背影 〜夥伴的軌跡 〜1 （2015年9月7日發售）           |
| 1月22日                            | 396          | 616          | 三個問題                               | 千葉克彦                     | 岩田和也                   | 渡邊純央            | 半田大貴                                                    | -                   | 鳴人的背影 〜夥伴的軌跡 〜1 （2015年9月7日發售）           |
| 1月29日                            | 397          | 617          | 適合做領隊的人                         | 千葉克彦                     | 濁川敦                     | 濁川敦              | 堀越久美子                                                  | -                   | 鳴人的背影 〜夥伴的軌跡 〜1 （2015年9月7日發售）           |
| 2月5日                             | 398          | 618          | 二次考試，前夜                         | 吉田伸                       | 冨永恒雄                   | 佐藤真二            | Shin.Min-Seop 石崎裕子                                      | 金塚泰彦            | 鳴人的背影 〜夥伴的軌跡 〜2 （2015年10月7日發售）          |
| 2月12日                            | 399          | 619          | 魔之沙漠生存戰                         | 吉田伸                       | 金子篤二                   | 佐藤真二            | 久高司郎 一之瀨結梨                                         | ウクレレ善似郎      | 鳴人的背影 〜夥伴的軌跡 〜2 （2015年10月7日發售）          |
| 2月19日                            | 400          | 620          | 作為體術忍者                           | 吉田伸                       | 藤田健太郎                 | 増田敏彦            | 徳田夢之介                                                  | -                   | 鳴人的背影 〜夥伴的軌跡 〜2 （2015年10月7日發售）          |
| 2月26日                            | 401          | 621          | 追求極限者                             | 吉田伸                       | 白川巨椋                   | 白川巨椋            | 大西雅也 ウクレレ善似郎 岡崎洋美                            | -                   | 鳴人的背影 〜夥伴的軌跡 〜2 （2015年10月7日發售）          |
| 3月5日                             | 402          | 622          | 逃走VS追跡                             | 鈴木康之                     | 冨永恒雄                   | 福島宏之            | Shin.Min-Seop 石崎裕子                                      | 金塚泰彦            | 鳴人的背影 〜夥伴的軌跡 〜3 （2015年11月4日發售）          |
| 3月12日                            | 403          | 623          | 絕不放棄的毅力                         | 鈴木康之                     | 山田雅之                   | 佐藤真二            | 堀越久美子                                                  | -                   | 鳴人的背影 〜夥伴的軌跡 〜3 （2015年11月4日發售）          |
| 3月19日                            | 404          | 624          | 天天的煩惱                             | 千葉克彦                     | 清水明                     | 増田敏彦            | 高橋直樹 鈴木信一                                           | 金塚泰彦            | 鳴人的背影 〜夥伴的軌跡 〜3 （2015年11月4日發售）          |
| 3月26日                            | 405          | 625          | 被困住的兩人                           | 千葉克彦                     | 濁川敦                     | 濁川敦              | 一之瀨結梨 久高司郎 大西雅也                                | -                   | 鳴人的背影 〜夥伴的軌跡 〜3 （2015年11月4日發售）          |
| 4月2日                             | 406          | 626          | 自己的位置                             | 彦久保雅博                   | 服部福太郎 岩田和也        | 渡邊純央            | 平良哲郎 三浦雅子                                           | 金塚泰彦            | 鳴人的背影 〜夥伴的軌跡 〜4 （2015年12月2日發售）          |
| 4月9日                             | 407          | 627          | 山中一族・秘傳忍術                     | 彦久保雅博                   | 金子篤二                   | 金子篤二            | ウクレレ善似郎 山口杏奈 大西雅也 堀越久美子                 | -                   | 鳴人的背影 〜夥伴的軌跡 〜4 （2015年12月2日發售）          |
| 4月16日                            | 408          | 628          | 詛咒人偶                               | 田中秀人 宮田由佳            | 冨永恒雄                   | 佐藤真二            | Shin.Min-Seop 石崎裕子                                      | 金塚泰彦            | 鳴人的背影 〜夥伴的軌跡 〜4 （2015年12月2日發售）          |
| 4月23日                            | 409          | 629          | 兩人的背後                             | 田中秀人 宮田由佳            | 小高義規                   | 佐藤真二            | 堀越久美子                                                  | -                   | 鳴人的背影 〜夥伴的軌跡 〜4 （2015年12月2日發售）          |
| 4月30日                            | 410          | 630          | 開始發動的陰謀                         | 武上純希                     | 藤田健太郎                 | 藤田健太郎          | 徳田夢之介 安達佑輔                                         | 金塚泰彦            | 鳴人的背影 〜夥伴的軌跡 〜5 （2016年1月6日發售）           |
| 5月7日                             | 411          | 631          | 被盯上的尾獸                           | 武上純希                     | 山田雅之                   | 増田敏彦            | 富田美文 松竹徳幸 竹田逸子                                  | -                   | 鳴人的背影 〜夥伴的軌跡 〜5 （2016年1月6日發售）           |
| 5月14日                            | 412          | 632          | 寧次的判斷                             | 武上純希                     | 冨永恒雄                   | 増田敏彦            | Shin.Min-Seop 石崎裕子                                      | 金塚泰彦            | 鳴人的背影 〜夥伴的軌跡 〜5 （2016年1月6日發售）           |
| 5月21日                            | 413          | 633          | 託付未來的想法                         | 武上純希                     | 白川巨椋                   | 白川巨椋            | 大西雅也 一之瀨結梨                                         | -                   | 鳴人的背影 〜夥伴的軌跡 〜5 （2016年1月6日發售）           |
| 無限月讀·發動之章                  |              |              |                                        |                              |                            |                     |                                                             |                     |                                                            |
| 2015年 5月28日                     | 414          | 634          | 死亡的邊緣                             | 千葉克彦                     | 清水明                     | 伊達勇登            | 高橋直樹 鈴木信一                                           | -                   | 無限月讀·發動之章1 （2016年2月3日發售）                    |
| 6月4日                             | 415          | 635          | 兩個萬花筒                             | 吉田伸                       | 濁川敦                     | 濁川敦              | 山口杏奈 久高司郎 渡辺絵美                                  | -                   | 無限月讀·發動之章1 （2016年2月3日發售）                    |
| 6月11日                            | 416          | 636          | 結成・湊班                             | 吉田伸                       | 岩田和也                   | 岩田和也            | 平良哲朗 三浦雅子                                           | 金塚泰彦            | 無限月讀·發動之章1 （2016年2月3日發售）                    |
| 6月25日                            | 417          | 637          | 你負責支援                             | 吉田伸                       | 金子篤二                   | 佐藤真二            | 堀越久美子                                                  | -                   | 無限月讀·發動之章1 （2016年2月3日發售）                    |
| 7月2日                             | 418          | 638          | 蒼藍猛獸 VS 六道斑                     | 鈴木康之                     | 鈴木拓磨                   | 増田敏彦            | Shin.Min-Seop 石崎裕子                                      | -                   | 無限月讀·發動之章2 （2016年3月2日發售）                    |
| 7月9日                             | 419          | 639          | 爸爸的青春                             | 鈴木康之                     | 藤田健太郎                 | 藤田健太郎          | 粟井重紀 安達佑輔                                           | 金塚泰彦            | 無限月讀·發動之章2 （2016年3月2日發售）                    |
| 7月23日                            | 420          | 640          | 八門遁甲之陣                           | 宮田由佳                     | 山田雅之                   | 山田雅之            | 大西雅也 一之瀨結梨                                         | -                   | 無限月讀·發動之章2 （2016年3月2日發售）                    |
| 7月30日                            | 421          | 641          | 六道仙人                               | 千葉克彦                     | 白川巨椋                   | 田頭忍              | 大竹紀子 江森真理子 山口杏奈                                | -                   | 無限月讀·發動之章2 （2016年3月2日發售）                    |
| 8月6日                             | 422          | 642          | 傳承之物                               | 宮田由佳                     | 鈴木拓磨                   | 佐藤真二            | Shin.Min-Seop 石崎裕子                                      | ウクレレ善似郎      | 無限月讀·發動之章3 （2016年4月6日發售）                    |
| 8月6日                             | 423          | 643          | 鳴人的對手                             | 宮田由佳                     | 清水明                     | 佐藤真二            | 堀越久美子                                                  | -                   | 無限月讀·發動之章3 （2016年4月6日發售）                    |
| 8月13日                            | 424          | 644          | 崛起                                   | 鈴木康之                     | 岩崎友和                   | 福島宏之            | 高橋直樹 鈴木信一                                           | ウクレレ善似郎      | 無限月讀·發動之章3 （2016年4月6日發售）                    |
| 8月20日                            | 425          | 645          | 無限之夢                               | 千葉克彦                     | 種村綾隆 岩田和也          | 佐佐木正廣          | 平良哲朗 徳倉榮一                                           | 金塚泰彦            | 無限月讀·發動之章3 （2016年4月6日發售）                    |
| 8月27日                            | 426          | 646          | 無限月讀                               | 田中秀人                     | 佐佐木純人                 | 濁川敦              | 大西雅也 一之瀨結梨                                         | -                   | 無限月讀·發動之章3 （2016年4月6日發售）                    |
| 9月3日                             | 427          | 647          | 前往夢境世界                           | 宮田由佳                     | 土屋浩幸                   | 福島宏之            | Shin.Min-Seop 石崎裕子 Joo.Hyun-Woo                         | 金塚泰彦            | 無限月讀·發動之章4 （2016年5月11日發售）                   |
| 9月3日                             | 428          | 648          | 天天的所在地                           | 宮田由佳                     | 山田雅之                   | 山田雅之            | ウクレレ善似郎 江森真理子 高橋直樹                          | -                   | 無限月讀·發動之章4 （2016年5月11日發售）                   |
| 9月10日                            | 429          | 649          | 殺人蜂落風傳·天之卷                    | 千葉克彦                     | 徳本善信                   | 増田敏彦            | 粟井重紀 安達佑輔                                           | 金塚泰彦            | 無限月讀·發動之章4 （2016年5月11日發售）                   |
| 9月17日                            | 430          | 650          | 殺人蜂落風傳·地之卷                    | 千葉克彦                     | 白川巨椋                   | 白川巨椋            | 堀越久美子 大西雅也                                         | -                   | 無限月讀·發動之章4 （2016年5月11日發售）                   |
| 9月24日                            | 431          | 651          | 再次展露那份笑容                       | 宮田由佳                     | 村山靖                     | 佐藤真二            | 林隆祥 金大勲                                               | 金塚泰彦            | 無限月讀·發動之章4 （2016年5月11日發售）                   |
| 自來也忍法帖～鳴人豪傑物語～       |              |              |                                        |                              |                            |                     |                                                             |                     |                                                            |
| 2015年 10月1日                     | 432          | 652          | 吊車尾忍者                             | 武上純希                     | 清水明                     | 福島宏之            | 高橋直樹 鈴木信一                                           | 金塚泰彦            | 自来也忍法帖 〜鳴人豪傑物語〜1 （2016年6月8日發售）        |
| 10月8日                            | 433          | 653          | 出擊·搜尋任務                          | 武上純希 鈴木康之            | 小平麻紀                   | 小平麻紀            | ウクレレ善似郎 一之瀨結梨                                   | -                   | 自来也忍法帖 〜鳴人豪傑物語〜1 （2016年6月8日發售）        |
| 10月15日                           | 434          | 654          | 自來也團隊                             | 武上純希 鈴木康之            | 鈴木拓磨                   | 福島宏之            | Shin Min Seop Shin Hyung Shik Seo Jung Duk 石崎裕子         | 金塚泰彦            | 自来也忍法帖 〜鳴人豪傑物語〜1 （2016年6月8日發售）        |
| 10月22日                           | 435          | 655          | 優先順序                               | 武上純希 鈴木康之            | 岩田和也                   | 田頭忍              | 大西雅也 江森真理子 田中千幸                                | -                   | 自来也忍法帖 〜鳴人豪傑物語〜1 （2016年6月8日發售）        |
| 11月5日                            | 436          | 656          | 戴面具的男人                           | 武上純希 鈴木康之 宮田由佳   | 種村綾隆                   | 渡邊純夫            | 平良哲朗 徳倉榮一                                           | 金塚泰彦            | 自来也忍法帖 〜鳴人豪傑物語〜2 （2016年7月6日發售）        |
| 11月12日                           | 437          | 657          | 被封印的力量                           | 武上純希 鈴木康之            | 山田雅之                   | 福島宏之            | 堀越久美子                                                  | -                   | 自来也忍法帖 〜鳴人豪傑物語〜2 （2016年7月6日發售）        |
| 11月19日                           | 438          | 658          | 規則還是夥伴                           | 武上純希 鈴木康之            | 村山靖                     | 福島宏之            | 金大勲 林隆祥                                               | 金塚泰彦            | 自来也忍法帖 〜鳴人豪傑物語〜2 （2016年7月6日發售）        |
| 11月26日                           | 439          | 659          | 預言之子                               | 武上純希 鈴木康之            | 今川伸之介                 | 増田敏彦            | 粟井重紀 安達佑輔                                           | 金塚泰彦            | 自来也忍法帖 〜鳴人豪傑物語〜2 （2016年7月6日發售）        |
| 12月3日                            | 440          | 660          | 籠中鳥                                 | 武上純希                     | 白川巨椋                   | 白川巨椋            | ウクレレ善似郎 江森真理子 大河原烈                          | -                   | 自来也忍法帖 〜鳴人豪傑物語〜3 （2016年8月3日發售）        |
| 12月10日                           | 441          | 661          | 歸隊                                   | 宮田由佳                     | 前屋俊広                   | 福島宏之            | Shin Min Seop 石崎裕子                                      | 金塚泰彦            | 自来也忍法帖 〜鳴人豪傑物語〜3 （2016年8月3日發售）        |
| 12月17日                           | 442          | 662          | 彼此的道路                             | 宮田由佳                     | 小平麻紀                   | 小平麻紀            | 大西雅也 一之瀨結梨 津曲大介                                | -                   | 自来也忍法帖 〜鳴人豪傑物語〜3 （2016年8月3日發售）        |
| 12月24日                           | 443          | 663          | 力量的差距                             | 宮田由佳                     | 赤松康裕                   | 福島宏之            | 高橋直樹 鈴木信一 津吹明日香                                | 金塚泰彦            | 自来也忍法帖 〜鳴人豪傑物語〜3 （2016年8月3日發售）        |
| 2016年 1月14日                     | 444          | 664          | 脫離村子                               | 鈴木康之                     | 岩田和也                   | 福島宏之            | 山下宏幸                                                    | -                   | 自来也忍法帖 〜鳴人豪傑物語〜4 （2016年9月7日發售）        |
| 1月21日                            | 445          | 665          | 追兵                                   | 武上純希 鈴木康之            | 種村綾隆                   | 渡邊純夫            | 徳倉榮一 平良哲朗                                           | 甲田正行            | 自来也忍法帖 〜鳴人豪傑物語〜4 （2016年9月7日發售）        |
| 1月28日                            | 446          | 666          | 衝突                                   | 鈴木康之                     | 山田雅之                   | 山田雅之            | 堀越久美子                                                  | -                   | 自来也忍法帖 〜鳴人豪傑物語〜4 （2016年9月7日發售）        |
| 2月4日                             | 447          | 667          | 另一個月亮                             | 武上純希 鈴木康之            | 前屋俊広                   | 福島宏之            | 石崎裕子 Shin Min Seop Seo Jung Duk Shin Hyung Shik         | 金塚泰彦            | 自来也忍法帖 〜鳴人豪傑物語〜4 （2016年9月7日發售）        |
| 2月11日                            | 448          | 668          | 夥伴                                   | 鈴木康之                     | 村山靖                     | 増田敏彦            | 柳昇希 田中彩                                               | 甲田正行            | 自来也忍法帖 〜鳴人豪傑物語〜5 （2016年10月5日發售）       |
| 2月18日                            | 449          | 669          | 忍者們聯手演出                         | 武上純希                     | 柳瀬雄之                   | 福島宏之            | 栗井重紀 安達佑輔                                           | 金塚泰彦            | 自来也忍法帖 〜鳴人豪傑物語〜5 （2016年10月5日發售）       |
| 2月25日                            | 450          | 670          | 勁敵                                   | 鈴木康之                     | 白川巨椋                   | 白川巨椋            | 富田恵美 津田大介 ウクレレ善似郎                            | -                   | 自来也忍法帖 〜鳴人豪傑物語〜5 （2016年10月5日發售）       |
| 鼬真傳篇～光與暗～                 |              |              |                                        |                              |                            |                     |                                                             |                     |                                                            |
| 2016年 3月3日                      | 451          | 671          | 誕生的生命，逝去的生命                 | 千葉克彦                     | 岩田和也                   | 佐藤真二            | 大河原烈 大西雅也                                           | -                   | 鼬真傳篇～光與暗～1 （2016年11月2日發售）                  |
| 3月10日                            | 452          | 672          | 奇才                                   | 千葉克彦                     | 長濱亘彥                   | 佐藤真二            | 高橋直樹 鈴木信一 藤優子                                    | -                   | 鼬真傳篇～光與暗～1 （2016年11月2日發售）                  |
| 3月17日                            | 453          | 673          | 生命的痛楚                             | 彦久保雅博                   | 小平麻紀                   | 小平麻紀            | 一之瀨結梨 田中千幸                                         | -                   | 鼬真傳篇～光與暗～1 （2016年11月2日發售）                  |
| 3月24日                            | 454          | 674          | 止水的委託                             | 彦久保雅博                   | 小野田雄亮                 | 菅井嘉浩            | 平良哲朗 徳倉榮一 三浦雅子                                  | 金塚泰彦            | 鼬真傳篇～光與暗～1 （2016年11月2日發售）                  |
| 4月7日                             | 455          | 675          | 月夜                                   | 千葉克彦                     | 村田雅彥                   | 村田雅彥            | 村田雅彥                                                    | -                   | 鼬真傳篇～光與暗～2 （2016年12月7日發售）                  |
| 4月14日                            | 456          | 676          | 曉的黑暗面                             | 千葉克彦                     | 村山靖                     | 福島宏之            | 柳昇希 田中彩                                               | 金塚泰彦            | 鼬真傳篇～光與暗～2 （2016年12月7日發售）                  |
| 4月21日                            | 457          | 677          | 搭檔                                   | 千葉克彦                     | 荒井省吾                   | 田頭忍              | 栗井重紀 渡辺るりこ                                         | ウクレレ善似郎      | 鼬真傳篇～光與暗～2 （2016年12月7日發售）                  |
| 4月28日                            | 458          | 678          | 真相                                   | 千葉克彦                     | 山田雅之                   | 山田雅之            | 堀越久美子                                                  | -                   | 鼬真傳篇～光與暗～2 （2016年12月7日發售）                  |
| 鳴人與佐助之章                     |              |              |                                        |                              |                            |                     |                                                             |                     |                                                            |
| 2016年 5月5日                      | 459          | 679          | 初始之物                               | 彦久保雅博                   | 石井久志                   | 石井久志            | Shin Min Seop 石崎裕子                                      | 金塚泰彦            | 忍宗的起源～兩個靈魂因陀羅．阿修羅~1 （2017年1月11日發售） |
| 5月12日                            | 460          | 680          | 大筒木輝夜                             | 吉田伸                       | 白川巨椋                   | 白川巨椋            | 宮地恵美 江森真理子 大西雅也                                | -                   | 忍宗的起源～兩個靈魂因陀羅．阿修羅~1 （2017年1月11日發售） |
| 5月19日                            | 461          | 681          | 羽衣與羽村                             | 吉田伸                       | 堀内直樹                   | 福島宏之            | 高橋直樹 鈴木信一 藤優子                                    | 金塚泰彦            | 忍宗的起源～兩個靈魂因陀羅．阿修羅~1 （2017年1月11日發售） |
| 5月26日                            | 462          | 682          | 捏造的過去                             | 吉田伸                       | 種村綾隆                   | 増田敏彦            | 平良哲朗 徳良榮一                                           | 金塚泰彦            | 忍宗的起源～兩個靈魂因陀羅．阿修羅~1 （2017年1月11日發售） |
| 6月2日                             | 463          | 683          | 意外性第一                             | 彦久保雅博                   | 藤井俊郎                   | 藤井俊郎            | 藤井俊郎                                                    | -                   | 忍宗的起源～兩個靈魂因陀羅．阿修羅~2 （2017年2月8日發售）  |
| 6月9日                             | 464          | 684          | 忍宗                                   | 吉田伸                       | 村山靖                     | 福島宏之            | 柳早希 田中彩                                               | 金塚泰彦            | 忍宗的起源～兩個靈魂因陀羅．阿修羅~2 （2017年2月8日發售）  |
| 6月16日                            | 465          | 685          | 阿修羅與因陀羅                         | 吉田伸                       | 小平麻紀                   | 小平麻紀            | 田中千幸 堀越久美子                                         | -                   | 忍宗的起源～兩個靈魂因陀羅．阿修羅~2 （2017年2月8日發售）  |
| 6月30日                            | 466          | 686          | 考驗之旅                               | 吉田伸                       | 山田雅之                   | 福島宏之            | 一之瀨結梨 大西雅也 ウクレレ善似郎                          | -                   | 忍宗的起源～兩個靈魂因陀羅．阿修羅~2 （2017年2月8日發售）  |
| 7月7日                             | 467          | 687          | 阿修羅的決心                           | 吉田伸                       | 濁川敦                     | 福島宏之            | 江森真理子 宮地恵美 黄成希                                  | -                   | 忍宗的起源～兩個靈魂因陀羅．阿修羅~3 （2017年3月1日發售）  |
| 7月21日                            | 468          | 688          | 繼承人                                 | 吉田伸                       | 岩田和也                   | 岩田和也            | 徳良榮一 平良哲朗                                           | 金塚泰彦            | 忍宗的起源～兩個靈魂因陀羅．阿修羅~3 （2017年3月1日發售）  |
| 7月28日                            | 469          | 689          | 特別任務                               | 田中秀人                     | 甲田正行                   | 甲田正行            | 甲田正行 山口杏奈                                           |                     | 忍宗的起源～兩個靈魂因陀羅．阿修羅~3 （2017年3月1日發售）  |
| 2016年 8月4日                      | 470          | 690          | 連結在一起的牽絆                       | 千葉克彦                     | 熊谷雅晃                   | 熊谷雅晃            | 堀越久美子                                                  | -                   | 鳴人與佐助之章1 （2017年4月5日發售）                       |
| 8月11日                            | 471          | 691          | 好好地將兩人                           | 宮田由佳                     | 堀内直樹                   | 福島宏之            | 高橋直樹 藤優子                                             | 金塚泰彦            | 鳴人與佐助之章1 （2017年4月5日發售）                       |
| 8月18日                            | 472          | 692          | 你一定要                               | 宮田由佳                     | 白川巨椋                   | 白川巨椋            | 大西雅也 大河原烈                                           | -                   | 鳴人與佐助之章1 （2017年4月5日發售）                       |
| 8月25日                            | 473          | 693          | 寫輪眼再現                             | 宮田由佳                     | 村山靖                     | 福島宏之            | 李宰遠 柳早希 田中彩                                        | 金塚泰彦            | 鳴人與佐助之章1 （2017年4月5日發售）                       |
| 9月1日                             | 474          | 694          | 祝賀                                   | 彦久保雅博                   | 村田雅彥                   | 村田雅彥            | 富田恵美 一之瀨結梨 山口杏奈                                | -                   | 鳴人與佐助之章2 （2017年5月10日發售）                      |
| 9月8日                             | 475          | 695          | 終末之谷                               | 千葉克彦                     | 菅井嘉浩                   | 菅井嘉浩            | 高橋恒星                                                    | 金塚泰彦            | 鳴人與佐助之章2 （2017年5月10日發售）                      |
| 9月29日                            | 476          | 696          | 最後的戰鬥                             | 宮田由佳                     | 山下宏幸                   | 山下宏幸            | 山下宏幸                                                    |                     | 鳴人與佐助之章2 （2017年5月10日發售）                      |
| 9月29日                            | 477          | 697          | 鳴人與佐助                             | 宮田由佳                     | 山下宏幸                   | 山下宏幸            | 山下宏幸                                                    |                     | 鳴人與佐助之章2 （2017年5月10日發售）                      |
| 10月6日                            | 478          | 698          | 和解之印                               | 黒津安明                     | 黒津安明                   | 黒津安明            | 黒津安明 田中比呂人                                         | -                   | 鳴人與佐助之章3 （2017年6月7日發售）                       |
| 10月13日                           | 479          | 699          | 漩渦鳴人！！                           | 黒津安明                     | 伊達勇登                   | 伊達勇登            | 金津泰彦 鈴木博文                                           | 西尾鐵也            | 鳴人與佐助之章3 （2017年6月7日發售）                       |
| 少年時代篇                         |              |              |                                        |                              |                            |                     |                                                             |                     |                                                            |
| 2016年 10月20日                    | 480          | 700          | 鳴人·雛田                              | 小林治                       | 小林治                     | 小林治              | 夘野一郎                                                    | -                   | Nostalgic Days (懷舊之日) （2017年7月5日發售）             |
| 10月27日                           | 481          | 701          | 佐助·小櫻                              | 小林治                       | 山地光人                   | 小林治              | 武内啓 佐藤元                                               | 清水義治            | Nostalgic Days (懷舊之日) （2017年7月5日發售）             |
| 11月3日                            | 482          | 702          | 我愛羅·鹿丸                            | 小林治                       | 関田修                     | 小林治              | 小田真弓 名取ひでき                                         | 甲田正行            | Nostalgic Days (懷舊之日) （2017年7月5日發售）             |
| 11月10日                           | 483          | 703          | 自來也·卡卡西                          | 小林治                       | 守泰佑                     | 小林治              | 松井祐子 鈴木陽子                                           |                     | Nostalgic Days (懷舊之日) （2017年7月5日發售）             |
| 佐助真傳·來光篇                    |              |              |                                        |                              |                            |                     |                                                             |                     |                                                            |
| 2016年 12月1日                     | 484          | 704          | 炸彈人                                 | 赤星政尚                     | 今千秋                     | 今千秋              | 夘野一郎 村尾稔 佐藤綾子 冨岡寛                             | -                   | 佐助真傳 來光篇 （2017年8月2日發售）                       |
| 12月8日                            | 485          | 705          | 競技場                                 | 赤星政尚                     | 小野歩                     | 藤原良二            | 奥野浩行 南伸一郎 森田実 関本美穂                           | 松井祐子            | 佐助真傳 來光篇 （2017年8月2日發售）                       |
| 12月15日                           | 486          | 706          | 風心                                   | 赤星政尚                     | 岡野慎吾                   | 岡野慎吾            | 藪野浩二 今木宏明 鈴木陽子                                  | -                   | 佐助真傳 來光篇 （2017年8月2日發售）                       |
| 12月22日                           | 487          | 707          | 血龍眼                                 | 赤星政尚                     | 関田修                     | 小寺勝之            | 小田真弓 森田実 佐藤元 名取ひでき                           | 夘野一郎            | 佐助真傳 來光篇 （2017年8月2日發售）                       |
| 2017年 1月5日                      | 488          | 708          | 最後一個人                             | 赤星政尚                     | 今千秋                     | 今千秋              | 永川桃子 村尾稔 佐藤綾子 藪野浩二                           |                     | 佐助真傳 來光篇 （2017年8月2日發售）                       |
| 鹿丸秘傳·在闇之沉默中漂浮的雲      |              |              |                                        |                              |                            |                     |                                                             |                     |                                                            |
| 2017年 1月12日                     | 489          | 709          | 風雲                                   | 本田雅也                     | 渡部穏寛                   | 渡部穏寛            | 北村友幸 Park myoung hun                                    | 清水義治            | 鹿丸秘傳 在闇之沉默中漂浮的雲 （2017年9月6日發售）         |
| 1月19日                            | 490          | 710          | 暗雲                                   | 本田雅也                     | 川西泰二                   | 渡部穏寛            | Shin Min Seop Shin Hyung Sik Kim Eun Ha                     | 甲田正行            | 鹿丸秘傳 在闇之沉默中漂浮的雲 （2017年9月6日發售）         |
| 1月26日                            | 491          | 711          | 黑雲                                   | 本田雅也                     | 菱川直樹                   | 鵜飼悠紀 紅優       | KIM SUNG-IL（MK SEOUL） 鈴木陽子 今木宏明                   | 松井祐子            | 鹿丸秘傳 在闇之沉默中漂浮的雲 （2017年9月6日發售）         |
| 2月2日                             | 492          | 712          | 疑雲                                   | 本田雅也                     | 松本正幸                   | 小寺勝之            | Lee Duk Ho Seo Sunyeong                                     | 夘野一郎            | 鹿丸秘傳 在闇之沉默中漂浮的雲 （2017年9月6日發售）         |
| 2月9日                             | 493          | 713          | 拂撓                                   | 本田雅也                     | 渡部穏寛                   | 渡部穏寛            | Park myoung hun Seo jin won Lee joung kyoung Kim yoon joung | 清水義治            | 鹿丸秘傳 在闇之沉默中漂浮的雲 （2017年9月6日發售）         |
| 木葉秘傳·祝言日和                  |              |              |                                        |                              |                            |                     |                                                             |                     |                                                            |
| 2017年 2月16日                     | 494          | 714          | 鳴人結婚                               | 下山健人                     | 松田道仄                   | 松田道仄            | 富田恵美 大河原烈                                           | -                   | 木葉秘傳 祝言日和1 （2017年10月4日發售）                   |
| 2017年 2月16日                     | 495          | 715          | 力量全開的結婚賀禮                     | 下山健人                     | 村田雅彥                   | 村田雅彥            | 村田雅彦                                                    | -                   | 木葉秘傳 祝言日和1 （2017年10月4日發售）                   |
| 2月23日                            | 496          | 716          | 水蒸氣與軍糧丸                         | 下山健人                     | 菅井嘉浩                   | 菅井嘉浩            | 高橋恒星 平良哲朗 徳倉榮一 小野寺博文                       | -                   | 木葉秘傳 祝言日和1 （2017年10月4日發售）                   |
| 3月2日                             | 497          | 717          | 風影的祝賀                             | 下山健人                     | 小平麻紀                   | 小平麻紀            | 田中千幸                                                    | -                   | 木葉秘傳 祝言日和2 （2017年11月1日發售）                   |
| 3月9日                             | 498          | 718          | 最後的任務                             | 下山健人                     | 堀内直樹                   | 福島宏之            | 高橋直樹 藤優子                                             | -                   | 木葉秘傳 祝言日和2 （2017年11月1日發售）                   |
| 3月16日                            | 499          | 719          | 機密任務的發展                         | 下山健人                     | 白川巨椋                   | 白川巨椋            | 堀越久美子                                                  | -                   | 木葉秘傳 祝言日和2 （2017年11月1日發售）                   |
| 3月23日                            | 500          | 720          | 祝福的話語                             | 下山健人                     | 村田雅彥                   | 村田雅彥            | 藪野浩二 大河原烈 山口杏奈                                  | -                   | 木葉秘傳 祝言日和2 （2017年11月1日發售）                   |

## 工作人員
- 原作：岸本齊史（集英社　JUMP COMICS刊）
- 製作人 
  - 東京電視台：具嶋朋子（第1集－第48集）→東不可止（第49集－第219集）→白石誠（第220集－第281集）→圡方真（第282集－第500集）
  - Studio Pierrot：萩野賢（第1集－第53集）→朴谷直治（第54集－第479集）→町山晃一（第480集－第500集）
- 劇本統籌→劇本（第480集以後）：武上純希（第1集－第289集・第296集－第479集）、西園悟（第1集－第53集）、鈴木康之（第54集－第71集・第432集－第450集）、千葉克彦（第451集－第458集）、吉田伸（第459集－第468集）、小林治（第480集－第483集）→赤星政尚（第484集- 第488集）→本田雅也（第489集－第493集）→下山健人（第494集－第500集）
- 角色設計：西尾鐵也・鈴木博文
- 美術監督：髙田茂祝（第1集－第60集）→横松紀彦（第61集－第500集）
- 美術設定：上野秀行（第484集－第488集）→池田祐二（第489集－第493集）
- 色彩設計：川見拓也（第1集－第479集）→長島真弓（第480集－第500集）
- 編輯（第480集－第500集）：森田清次
- 攝影監督：松本敦穂（第1集－第123集）→木村伸夫（第124集－第479集）→和田直己（第480集－第493集）→増野真衣（第494集－第500集）
- 音樂：増田俊郎・六三四Musashi（第1集、第257集－第260集、第307集、第309集・第310集、第313集－第315集）→高梨康治・刃 -yaiba-（第2集－第256集、第261集－第500集）
- 音樂製作：Aniplex
- 音樂協力：東京電視台音樂・日本索尼音樂娛樂→東京電視台音樂
- 音樂製作人：木村唯人（第1集－第77集）→谷澤嘉信（第78集－第500集）
- 音響演出→音響監督：蝦名恭範（Beeline）
- 録音演出：神尾千春
- 計畫經理：廣部琢之（第1集－第479集）→番泰之（第480集－第500集）（東京電視台）
- 動畫製作人（第1集－第53集）：朴谷直治
- 劇本協力/忍術創案：彥久保雅博（第1集－第479集）
- 背景：Studio Wyeth、NARA ANIMATION、STUDIO LOFT、SEOUL LOFT
- 離線編輯：森田清次（第1集－第479集）・及川雪江（森田編輯室）
- 影片編輯：村仲康太郎・岡村裕隆（第1集－第479集）、石川千鶴子→河村圭太、長尾和弘（第480集－第500集）（Good Job TOKYO）
- 音響効果：長谷川卓也（SOUND BOX）
- 録音調整→混音：野口あきら→蝦名恭範
- 音響製作人：塚田政宏
- 録音工作室→MA工作室：樂音舍
- 録音製作→音響製作：樂音舍
- 節目宣傳：内海賢朗→青木洋介→野口かず美（－第332集）→井上裕子（第333集－第343集）→山室泰造（第344集－第500集）（東京電視台）
- 助理製作人：京谷知美（東京電視台）→京谷知美・田中奈都湖（Studio Pierrot）（－第356集）→田中奈都湖（Studio Pierrot）（第357集－第479集・第494集－第500集）
- 製作行政：平川千輝→田中奈都湖→菊地希（－第343集）→野藤広美（第344集－第431集）→名嘉真彩（第409集－第479集・第494集－第500集）→加藤三南子（第480集－第493集）・岩松秀美（第489集－第493集）
- 設定製作：小野隆宏→菊地希→小野隆宏（－第479集）→福井のぞみ（第480集－第500集）
- 文藝→文藝製作：宮田由佳→名嘉真彩・田中秀人→田中秀人
- 製作協力：BJ、Pierrot PLUS（舊Studio旗艦）、Magic Bus、Mouse、Piggy、Drop、遊步堂、Seven Arcs、Arcturus、CJT、Studio flood、Peace&Kindness
- 副設計：森山雄治・三好和也・宇佐美皓一・杉藤早百合
- 宣傳：苧野佐彌香（Studio Pierrot）・福間恵子（Aniplex）
- 系列導演/角色原案/概念工作：黒津安明（第290集－第295集）
- 美術設定/版面監修：田中比呂人（第290集－第295集）
- 劇情協力：矢野隆（第451集－第458集）、十和田シン（第484集－第488集）→矢野隆（第489集－第493集）→ひなたしょう（第494集－第500集）（集英社 JUNP j BOOKS刊）
- 角色協力（第288集）/角色設計輔佐（第289集）：徳田夢之介
- 助理導演：熊谷雅晃（第261集－第280集）
- 導演：伊達勇登（第1集－第479集）→小林治（第480集－第483集）→今千秋（第484集－第488集）、渡部穩寛（第489集－第493集）→村田雅彥（第494集－第500集）
- 製作：東京電視台・Studio Pierrot

## 主題曲

### 片頭曲
|    | 播放集數 （總集數）   | 歌曲名稱                 | 主唱                     | 作詞                  | 作曲                  | 編曲                                |
| -- | --------------------- | ------------------------ | ------------------------ | --------------------- | --------------------- | ----------------------------------- |
| 1  | 1－30 （221－250）    | Hero's Come Back!!       | nobodyknows+             | nobodyknows+          | DJ MITSU              | DJ MITSU                            |
| 2  | 31－53 （251－273）   | distance                 | LONG SHOT PARTY          | sasaji                | LONG SHOT PARTY       | LONG SHOT PARTY                     |
| 3  | 54－77 （274－297）   | 青鳥                     | 生物股長                 | 水野良樹              | 水野良樹              | 江口亮 & （弦樂：クラッシャー木村） |
| 4  | 78－102 （298－322）  | CLOSER                   | 井上ジョー               | 井上ジョー            | 井上ジョー            | 井上ジョー                          |
| 5  | 103－128 （323－348） | 螢之光                   | 生物股長                 | 水野良樹              | 水野良樹              | 江口亮 & （弦樂：クラッシャー木村） |
| 6  | 129－153 （349－373） | Sign                     | FLOW                     | KOSHI ASAKAWA         | TAKESHI ASAKAWA       | FLOW                                |
| 7  | 154－179 （374－399） |                          | 秦基博                   | 秦基博                | 秦基博                | 久保田光太郎                        |
| 8  | 180－205 （400－425） | Diver                    | NICO Touches the Walls   | 光村龍哉              | 光村龍哉              | NICO Touches the Walls & 岡野ハジメ |
| 9  | 206－230 （426－450） |                          | 7!! （seven oops）       | MAIKO                 | MICHIRU & KEITA       | シライシ紗トリ                      |
| 10 | 231－256 （451－476） | newsong                  | tacica                   | 猪狩翔一              | 猪狩翔一              | tacica & 湯浅篤                     |
| 11 | 257－281 （477－501） |                          | ザ・クロマニヨンズ       | 甲本ヒロト            | 甲本ヒロト            | ザ・クロマニヨンズ                  |
| 12 | 282－306 （502－526） | Moshimo                  | ダイスケ                 | ダイスケ              | ダイスケ              | 鈴木Daichi秀行                      |
| 13 | 307－332 （527－552） |                          | NICO Touches the Walls   | 光村龍哉 & 対馬祥太郎 | 光村龍哉              | NICO Touches the Walls & 岡野ハジメ |
| 14 | 333－356 （553－576） |                          | 乃木坂46                 | 秋元康                | 古川貴浩              | 古川貴浩                            |
| 15 | 357－379 （577－599） |                          | DOES                     |                       |                       | DOES                                |
| 16 | 380－405 （600－625） | 剪影                     | KANA-BOON                | 谷口鮪                | 谷口鮪                | KANA-BOON                           |
| 17 | 406－431 （626－651） |                          | 山猿                     | 山猿                  | 山猿 & L!TH!UM        | L!TH!UM                             |
| 18 | 432－458 （652－678） | LINE                     | 無限開關                 | 大橋卓彌 & 常田真太郎 | 大橋卓彌 & 常田真太郎 | 大橋卓彌 & 常田真太郎               |
| 19 | 459－479 （679－699） | ブラッドサーキュレーター | ASIAN KUNG-FU GENERATION | 後藤正文              | 後藤正文              | ASIAN KUNG-FU GENERATION            |
| 20 | 480－500 （700－720） | カラノココロ             | Anly                     | Anly                  | Anly                  | tasuku & Louis                      |

### 片尾曲
|    | 播放集數 （總集數）   | 歌曲名稱                    | 主唱                                  | 作詞                  | 作曲                              | 編曲                                               |
| -- | --------------------- | --------------------------- | ------------------------------------- | --------------------- | --------------------------------- | -------------------------------------------------- |
| 1  | 1－18 （221－238）    |                             | HOME MADE 家族                        | HOME MADE 家族        | HOME MADE 家族                    | HOME MADE 家族                                     |
| 2  | 19－30 （239－250）   |                             | aluto                                 | 藤田大吾              | 藤田大吾                          | aluto & 山口一久                                   |
| 3  | 31－41 （251－261）   |                             | little by little                      | tetsuhiko             | tetsuhiko                         | tetsuhiko                                          |
| 4  | 42－53 （262－273）   |                             | MATCHY with QUESTION?                 | TAKESHI               | 安田信二                          | 安田信二                                           |
| 5  | 54－64 （274－284）   |                             | surface                               | surface               | 永谷喬夫                          | 武部聡志                                           |
| 6  | 65－77 （285－297）   | Broken Youth                | NICO Touches the Walls                | 光村龍哉              | 光村龍哉                          | NICO Touches the Walls & 岡野ハジメ                |
| 7  | 78－90 （298－310）   | Long Kiss Good Bye          | HALCALI                               | HALCALI & 北浦正尚    | 北浦正尚                          | 北浦正尚                                           |
| 8  | 91－102 （311－322）  |                             | デブパレード                          | ハンサム判治 & COYASS | デブパレード                      | ugazin                                             |
| 9  | 103－115 （323－335） | 深呼吸                      | SUPER BEAVER                          | 柳沢亮太              | 柳沢亮太                          | SUPER BEAVER                                       |
| 10 | 116－128 （336－348） | My ANSWER                   | SEAMO                                 | SEAMO                 | SEAMO & Shintaro "Growth" Izutsu  | Shintaro "Growth" Izutsu （弦樂：Takahito Eguchi） |
| 11 | 129－141 （349－361） |                             | 氣志團                                | 綾小路翔              | 星グランマニエ                    | 氣志團                                             |
| 12 | 142－153 （362－373） | For You                     | AZU                                   | AZU & 菜穗            | h-wonder                          | h-wonder                                           |
| 13 | 154－166 （374－386） |                             | オレスカバンド                        | たえさん              | いかす & 堂島孝平                 | オレスカバンド & 堂島孝平                          |
| 14 | 167－179 （387－399） |                             | supercell                             | ryo                   | ryo                               | ryo                                                |
| 15 | 180－192 （400－412） | U can do it!                | DOMINO                                | DOMINO                | DOMINO & WolfJunk & Aki Hishikawa | Aki Hishikawa                                      |
| 16 | 193－205 （413－425） |                             | Aqua Timez                            | 太志                  | Aqua Timez                        | Aqua Timez                                         |
| 17 | 206－218 （426－438） | FREEDOM                     | HOME MADE 家族                        | HOME MADE 家族        | HOME MADE 家族 & Yuji Kano        | HOME MADE 家族 & Yuji Kano                         |
| 18 | 219－230 （439－450） |                             | OKAMOTO'S                             | OKAMOTO'S             | OKAMOTO'S                         | OKAMOTO'S                                          |
| 19 | 231－242 （451－462） | Place to Try!               | TOTALFAT                              | TOTALFAT              | TOTALFAT                          | TOTALFAT &                                         |
| 20 | 243－256 （463－476） |                             | Hemenway                              | Charm & Toshl         | Charm                             | Charm                                              |
| 21 | 257－268 （477－488） |                             | UNLIMITS                              | 郡島陽子              | 清水葉子                          | UNLIMITS                                           |
| 22 | 269－281 （489－501） | この声枯らして feat. CHEHON | AISHA                                 | 平義隆 & CHEHON       | 平義隆 & CHEHON                   | YAMACH                                             |
| 23 | 282－295 （502－515） | MOTHER                      | MUCC                                  |                       |                                   |                                                    |
| 24 | 296－306 （516－526） |                             | 7!!                                   | KEITA                 | KEITA & MAIKO                     | シライシ紗トリ                                     |
| 25 | 307－319 （527－539） | I Can Hear                  | DISH//                                | 磯崎健史              | 磯崎健史                          | 川端良征                                           |
| 26 | 320－332 （540－552） |                             | Rake                                  | Rake                  | Rake & nakaokaan &                | Rake & 佐橋佳幸                                    |
| 27 | 333－343 （553－563） |                             | 近藤晃央                              | 近藤晃央              | 近藤晃央                          | 出羽良彰                                           |
| 28 | 344－356 （564－576） |                             | 真空ホロウ                            | 松本明人              | 真空ホロウ                        | 真空ホロウ & 佐藤帆乃佳                            |
| 29 | 357－366 （577－586） | FLAME                       | DISH//                                | 小倉しんこう          | 小倉しんこう                      | 小倉しんこう & 梅原新                              |
| 30 | 367－379 （587－599） | NEVER CHANGE feat. Lyu:Lyu  | SHUN                                  | SHUN & コヤマヒデカズ | SHUN & Lyu:Lyu & 7th Avenue       | Lyu:Lyu & 7th Avenue                               |
| 31 | 380－393 （600－613） |                             | トミタ栞                              | aio                   | aio                               | aio & lkoman                                       |
| 32 | 394－405 （614－625） | Spinning World              | ダイアナ・ガーネット （Diana Garnet） | 井上ジョー            | 井上ジョー                        | 井上ジョー                                         |
| 33 | 406－417 （626－637） |                             | 鎖那                                  | HoneyWorks            | HoneyWorks                        | HoneyWorks                                         |
| 34 | 418－431 （638－651） |                             | FLOW                                  | Kohshi Asakawa        | Takeshi Asakawa                   | nishi-ken & FLOW                                   |
| 35 | 432－443 （652－663） |                             | KANIKAPILA                            | 高橋久美子            | 大塚剛毅                          | シライシ紗トリ                                     |
| 36 | 444－454 （664－674） |                             | Thinking Dogs                         | 秋元康                | 古川貴浩                          | 重永亮介                                           |
| 37 | 455－466 （675－686） |                             | 黒猫チェルシー                        | 渡辺大知              | 岡本啟佑                          | 黒猫チェルシー & 湯浅篤                            |
| 38 | 467－479 （687－699） |                             | 石崎ひゅーい                          | 石崎ひゅーい          | トオミ ヨウ                       | トオミ ヨウ                                        |
| 39 | 480－488 （700－708） |                             | あゆみくりかまき                      | Saku（hotarubi）      | Saku（hotarubi）                  | APAZZI & U.M.E.D.Y.                                |
| 40 | 489－500 （709－720） |                             | Swimy                                 | Takumi                | Takumi                            | Swimy & keiichi wakui                              |

## 播出時間及電視台
- 日本：動畫版火影忍者在2002年10月3日於東京電視台首播。原本播放時間為星期三的黃金時段（晚上7時27分－7時54分），其後改於星期四的黃金時段（晚上7時30分－7時57分）。2007年2月8日播出第220集後完結。

- 臺灣：動畫版火影忍者疾風傳在2007年9月2日開始於華視播放，時間為星期日下午六點半，2017年4月16日全劇播畢。

- 香港：動畫版火影忍者的第一部在2004年於無綫電視收費台開始播映。只播放到104集。2007年中於香港無綫電視開始播放。播至52話後停播。2008年1月26日起續播，播放時段為星期六晚00:15－01:15。2010年10月8日於無綫電視數碼頻道J2繼續播放，為火影忍者疾風傳。播放時段為逢星期一至四晚22:00一22:30。2011年7月起，無線電視在翡翠台續播由158話停播的之後集數，播放時段為星期一至五凌晨01:25－02:25。2018年7月16日起，無線電視在J2續播373－500（大結局，共720集），播放時段為星期一至六凌晨12:35－02:05，8月20日起逢星期一至六12:35－02:35，8月25日改為12:45－02:45，8月30日改為1:05－02:05。

- 中国大陆：动画版火影忍者在2004年在某些地方电视台播出，均为台湾电视台制作的国语版，例如星空卫视曾放送过第一部和第二部。

- 马来西亚：动画版火影忍者在2009年8月20日于首要媒体旗下的頻道TV3播放，时间为每个星期五晚上7:00播出。

### 節目變遷
臺灣
| 華視 星期日 18:28－18:57 節目 2016年7月23日起 星期六 11:00－11:30 | 華視 星期日 18:28－18:57 節目 2016年7月23日起 星期六 11:00－11:30 | 華視 星期日 18:28－18:57 節目 2016年7月23日起 星期六 11:00－11:30 |
| ----------------------------------------------------------------- | ----------------------------------------------------------------- | ----------------------------------------------------------------- |
|                                                                   | 火影忍者疾風傳 第1話－第456話（2007年9月2日－2016年8月20日）      |                                                                   |
| 火影忍者                                                          | 逆轉裁判 重播                                                     |                                                                   |
| 華視 星期日 18:28－18:57 節目                                     |                                                                   |                                                                   |
| 後宮生還戰                                                        | 火影忍者疾風傳 第457話－第482話 （2016年10月23日－2017年4月16日） | 逆轉裁判 重播                                                     |

## 劇場版
- 《火影忍者疾風傳劇場版：鳴人將死》
- 《火影忍者疾風傳劇場版：牽絆》
- 《火影忍者疾風傳劇場版：火意志的繼承者》
- 《火影忍者疾風傳劇場版：失落之塔》
- 《火影忍者劇場版：血獄》
- 《火影忍者劇場版：忍者之路》
- 《火影忍者劇場版：最終章》
- 《火影忍者劇場版：慕留人》

## 註解
1. ↑  電視動畫劇情到此為止。漫畫700話鳴人成為火影的劇情則留至劇場版慕留人播出